# Liste US-amerikanischer Erfinder und Entdecker
Die Liste US-amerikanischer Erfinder und Entdecker ist eine Liste von Erfindern und Entdeckern aus den Vereinigten Staaten in alphabetischer Reihenfolge des Familiennamens.

## A
- Edward Goodrich Acheson (1856–1931), USA – Carborundum 1891, Acheson-Graphit 1898
- Isaac Adams (1802–1883), USA – Tiegeldruckpresse (Bostonpresse, Tiegelmaschine mit Handbetrieb und Kniehebelsystem) 1827/30 Patent 1836
- Thomas Adams (1818–1905), USA – Kaugummi 1869
- Robert Adler (1913–2007), USA/Österreich – Fernseh-Fernbedienung 1948/50
- Carl Ethan Akeley (1864–1926), USA – Spritzmörtel, Spritzbeton 1908, Patent 1911
- Samuel W. Alderson (1914–2005), USA – Crashtest-Dummy 1950er
- Ernst Fredrik Werner Alexanderson (1878–1975), Schweden/USA – Maschinensender (Alexanderson-Alternator), Elektromotorischer Verstärker (Amplidyne)
- Luis Walter Alvarez (1911–1988), USA – Linse mit variablem Brennpunkt, Farbfernsehsystem, elektronische „in door“-Golfmaschine, Quecksilberdampflampe
- Carl David Anderson (1905–1991), USA – Positron (gemeinsam mit Hess)
- Mary Anderson (1866–1953), USA – Scheibenwischer 1903
- Hal Anger (1920–2005), USA – Gammakamera
- George Antheil (1900–1959), USA – Frequenzsprungverfahren, Torpedoleitsystem
- William Arnold Anthony (1835–1908), USA – Turbinen 1857–1861, elektrodynamische Maschine 1875, Galvanometer

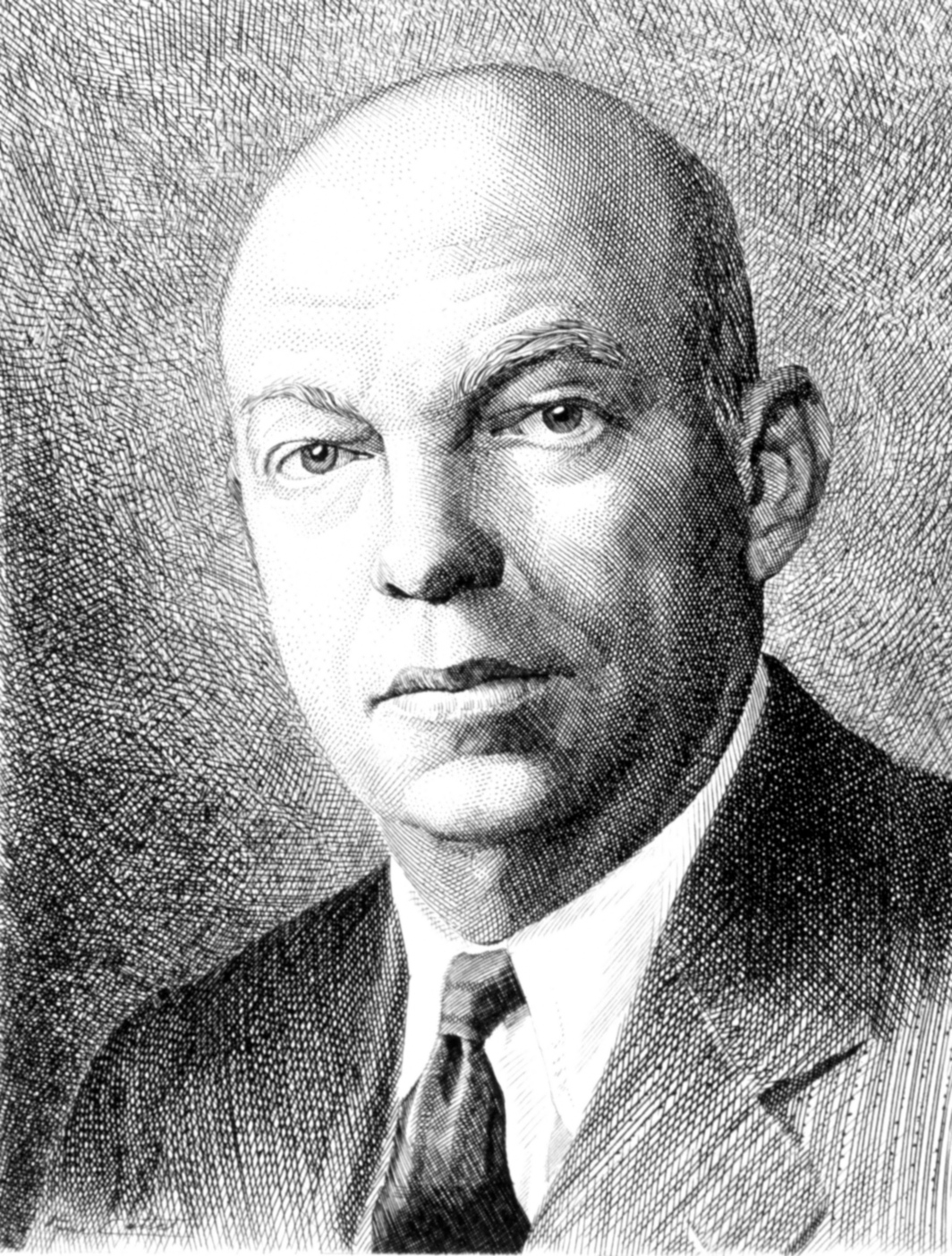
Edwin Howard Armstrong, ca. 1954

- Edwin Howard Armstrong (1890–1954), USA – Radio (UKW)
- John Jacob Astor IV (1864–1912), USA – Fahrradbremse, Turbine
- Richard Stanton Avery (1907–1997), USA – Selbstklebeetikett 1935

## B
- George Babcock (1832–1893), USA – Wasserrohrkessel 1874 (mit Stephen Wilcox)
- John W. Backus (1924–2007), USA – erste Computer-Hochsprache Fortran 1954
- Leo Hendrik Baekeland (1863–1944), Belgien/USA – Bakelit 1907, Velox
- Ralph Baer (1922–2014), Deutschland/USA – Spielkonsole Brown box 1968, Videospielkonsole (Magnavox Odyssey) 1969
- Earl Bakken (1924–2018), USA – batteriebetriebener Herzschrittmacher
- Geoffrey R. Ball (* 1964), USA – Aktives Mittelohrimplantat
- Ernie Ball (1930–2004), USA – dünne, schnell bespielbare Saiten für E-Gitarren
- John L. Barker Sr. (1912–1982), USA – Laserpistole, 1947
- Sanford Christie Barnum (1838–1885), USA – Kofferdam 1864
- Earl W. Bascom (1906–1995), Kanada/USA – diverse Rodeo-Ausrüstung
- Claude Beck (1894–1971), USA – Defibrillator, 1947
- George Beauchamp (1899–1941), USA – E-Gitarre (gemeinsam mit Adolph Rickenbacher)
- Arnold Orville Beckman (1900–2004), USA – pH-Wert-Messgerät
- Herbert Belar, USA – Synthesizer 1955 (mit Harry Olson)
- Byron Benson (1832–1888), USA – Erdöl-Pipeline, 1879
- John M. Bergey, USA – digitale Armbanduhr (Digitaluhr) 1970
- Emil Berliner (1851–1929): (Deutschland/USA) Grammophon und Schallplatte, 1887
- Eric Betzig (* 1960), USA – Entwicklung superauflösender Fluoreszenzmikroskopie (gemeinsam mit William E. Moerner und Stefan Hell)
- Edwin Binney (1866–1934), USA – Wachsmalstifte 1903 (mit C. Harold Smith)
- Forrest M. Bird (1921–2015), USA – Beatmungsgerät oder Atemschutzmaske um 1955
- Clarence Birdseye (1886–1956), USA – Plattenfroster-Tiefgefrierverfahren, Tiefkühlkost um 1924
- Donald L. Bitzer (1934–2024), USA – Plasmabildschirm 1964 (mit H. Gene Slottow und Robert H. Willson)
- Harold Stephen Black (1898–1983), USA – gegengekoppelter Verstärker um 1930, Patent 1937 (neben Paul Voigt und Bernard Tellegen)
- James Stuart Blackton (1875–1941), USA – Stop-Motion, Animationsfilm 1905/06
- George Grant Blaisdell (1895–1978), USA – Zippo-Feuerzeug 1932
- Hugo Borchardt (1844–1924), Deutschland/USA – Feuerwaffen (Sharps-Borchardt-Modell 1877, Borchardt C93 1893)
- Robert W. Bower (1936–2024), USA – MOSFET
- Herbert W. Boyer (* 1936) USA – Rekombinante DNA (gemeinsam mit Stanley N. Cohen)
- Seth Boyden (1788–1870), USA – Nagelmaschine

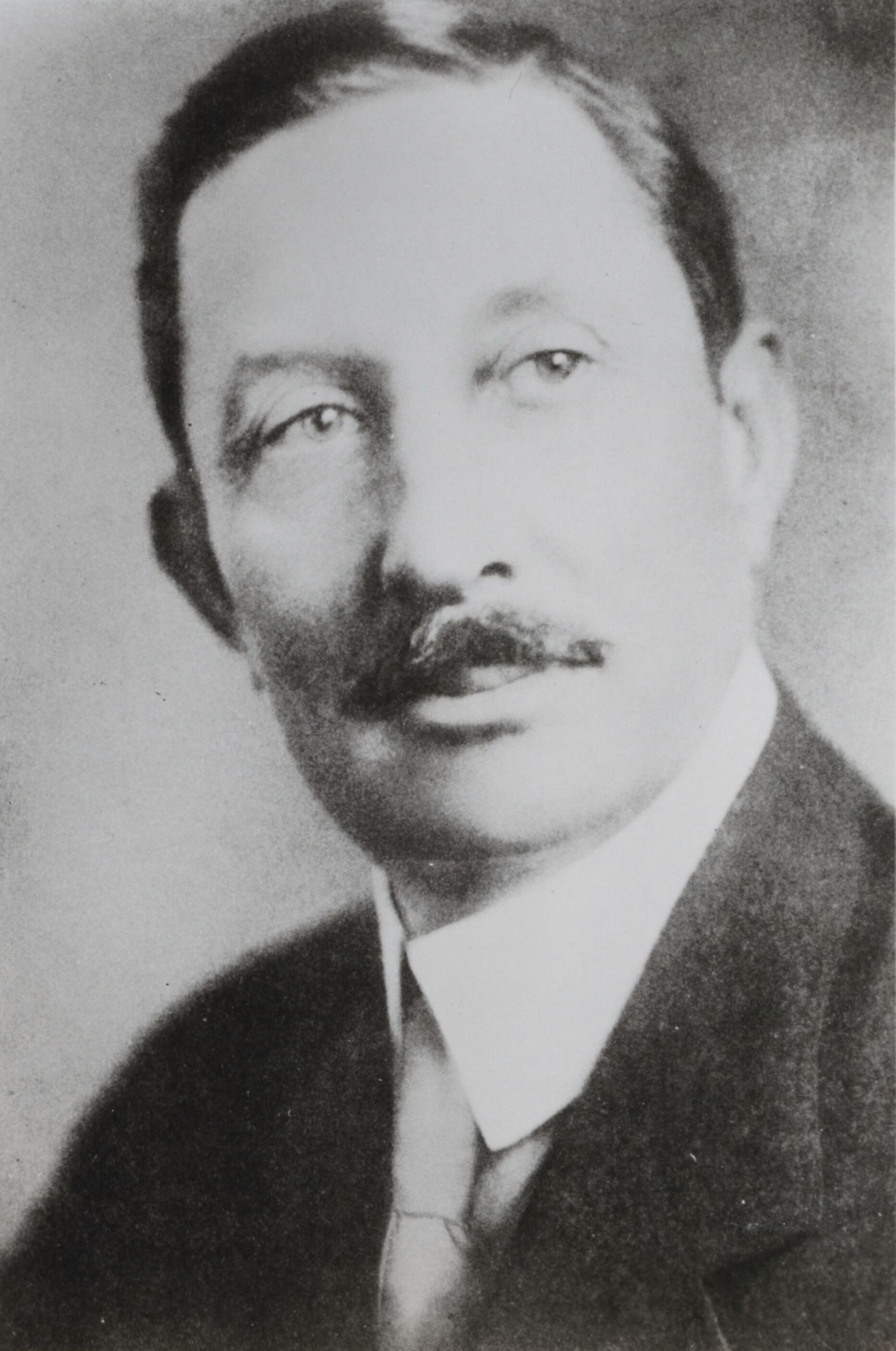
Caleb Bradham.

- Caleb Bradham (1867–1934), USA – Pepsi-Cola 1893
- Charles Schenk Bradley (1853–1929), USA – Drehstrom 1887–90 (mit Haselwander, Dolivo-Dobrowolsky, Wenström)
- Harold P. Brown (1869–1932), USA – Elektrischer Stuhl 1888 (mit Arthur E. Kennelly)
- John Moses Browning (1855–1926), Vereinigte Staaten – Handfeuerwaffe
- Johann Bruecker (1881–1965), Serbien/USA – Trockenrasierer 1915, elektrischer Rasierapparat 1937
- Charles Francis Brush (1849–1929), USA – Dynamo 1876, Kohlebogenlampe 1878
- William A. Bullock (1813–1867), USA – Rotationsdruckmaschine (Schnellpresse) 1863
- Jesse Bunnell (1843–1899), USA – Morsetasten Steel lever key 1881 und Sideswiper 1888
- Corliss Orville Burandt, USA – Nockenwellenverstellung (um 1965)
- John F. Burke (1922–2011), USA – synthetische Haut 1981 (mit Ioannis V. Yannas)
- Vannevar Bush (1890–1974), USA – Analogrechner Rapid Selector 1940, Rockefeller Differential Analyzer 1942
- David Bushnell (1740–1824), USA – U-Boot Turtle 1775/76, Zeitbombe
- Nolan Bushnell (* 1943), USA – Videospiel 1972
- Albert Butz (1849–1904), Schweiz/USA – Thermostat für Ofenfeuerungen 1885

## C
- Walter Guyton Cady (1874–1974), USA – Quarzfilter, Quarzoszillator
- Thaddeus Cahill (1867–1934), USA – Dynamophon (Telharmonium) 1897
- Marvin Camras (1916–1995), USA – Magnetaufzeichnung
- Edward A. Calahan (1838–1912), USA – Börsenfernschreiber 1867
- Walter Camp (1859–1925), USA – American Football
- Asa Griggs Candler (1851–1929) USA – Warengutschein 1894
- J. F. Cantrell († 1945) USA – Waschsalon 1934
- Chester Carlson (1906–1968), Vereinigte Staaten – Elektrofotografie (Xerographie) 1937/38
- Wallace Hume Carothers (1896–1937), Vereinigte Staaten – Nylon 1937, Neopren

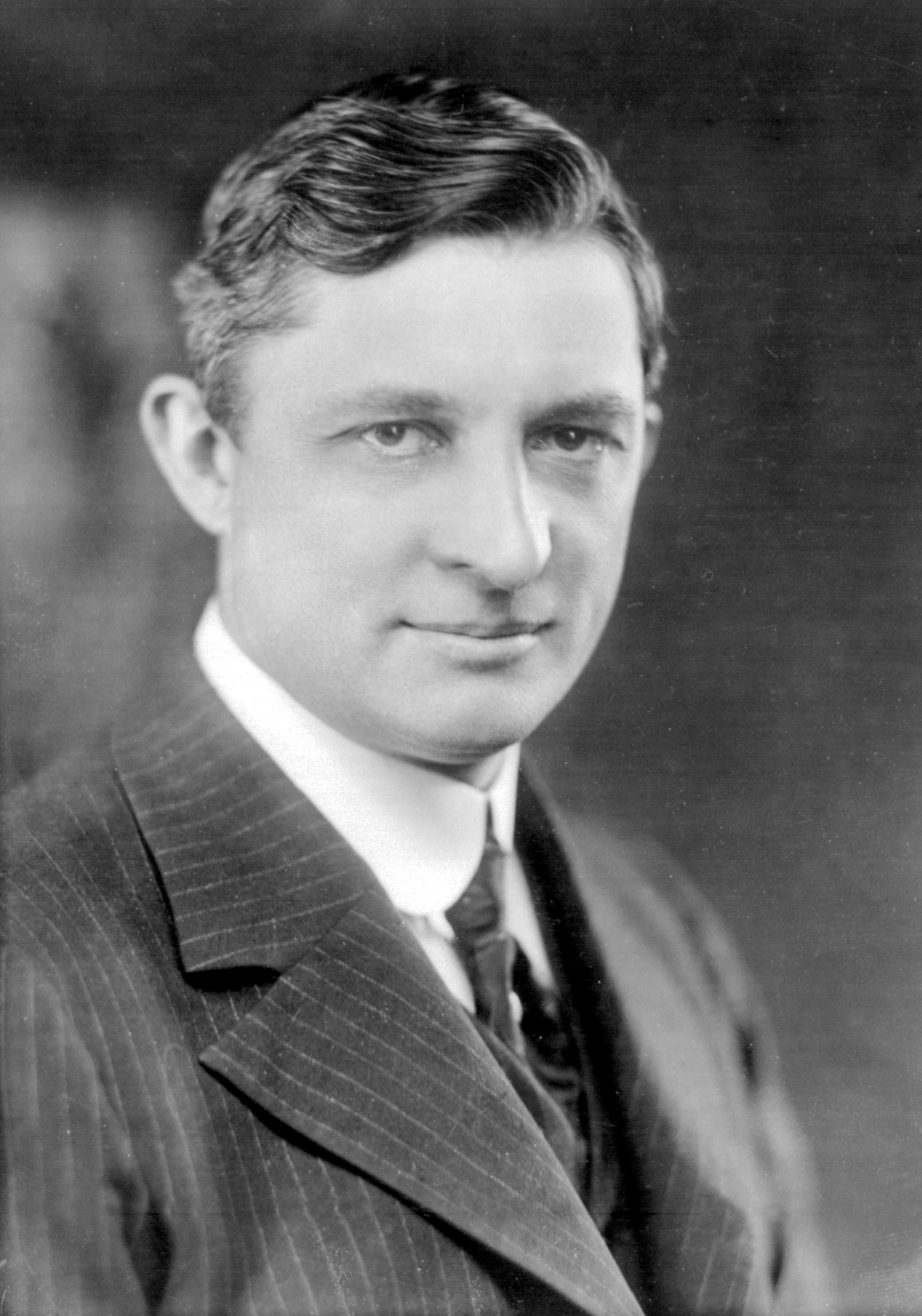
Willis Carrier, 1915

- Willis Carrier (1876–1950) USA – Klimaanlage 1902
- Garnet Carter (1883–1954), USA – Minigolf 1927
- Alexander Cartwright (1820–1892), USA – Baseballregeln
- Adrian Chernoff (* 1971), USA – GM Autonomy, GM Hy-wire, Rubber Bandits
- Robert Chesebrough (1837–1933), USA – Petroleum-Gelee 1870er
- Niels Christensen (1865–1952), Vereinigte Staaten – O-Ring
- John Walter Christie (1865–1944), USA – Panzer-Federung, u. a. für den T-34 1930er
- William Church (* um 1778–1863) – Typen-Setzmaschine, Typengießmaschine 1822
- Eugene Clark (1873–1942), USA – Gabelstapler 1917

Josephine Cochrane.

- Josephine Cochrane (1839–1913) USA Geschirrspülmaschine 1886
- Irving Wightman Colburn (1861–1917), USA – Flachglas 1902/05
- Arthur Holly Compton (1892–1962), USA – fluoreszierende Glühlampe 1934
- Robert Conrad GB/USA – Kugellager Patente 1903 und 1906
- Lynn Conway (1938–2024), USA – „generalised dynamic instruction handling“ 1960er

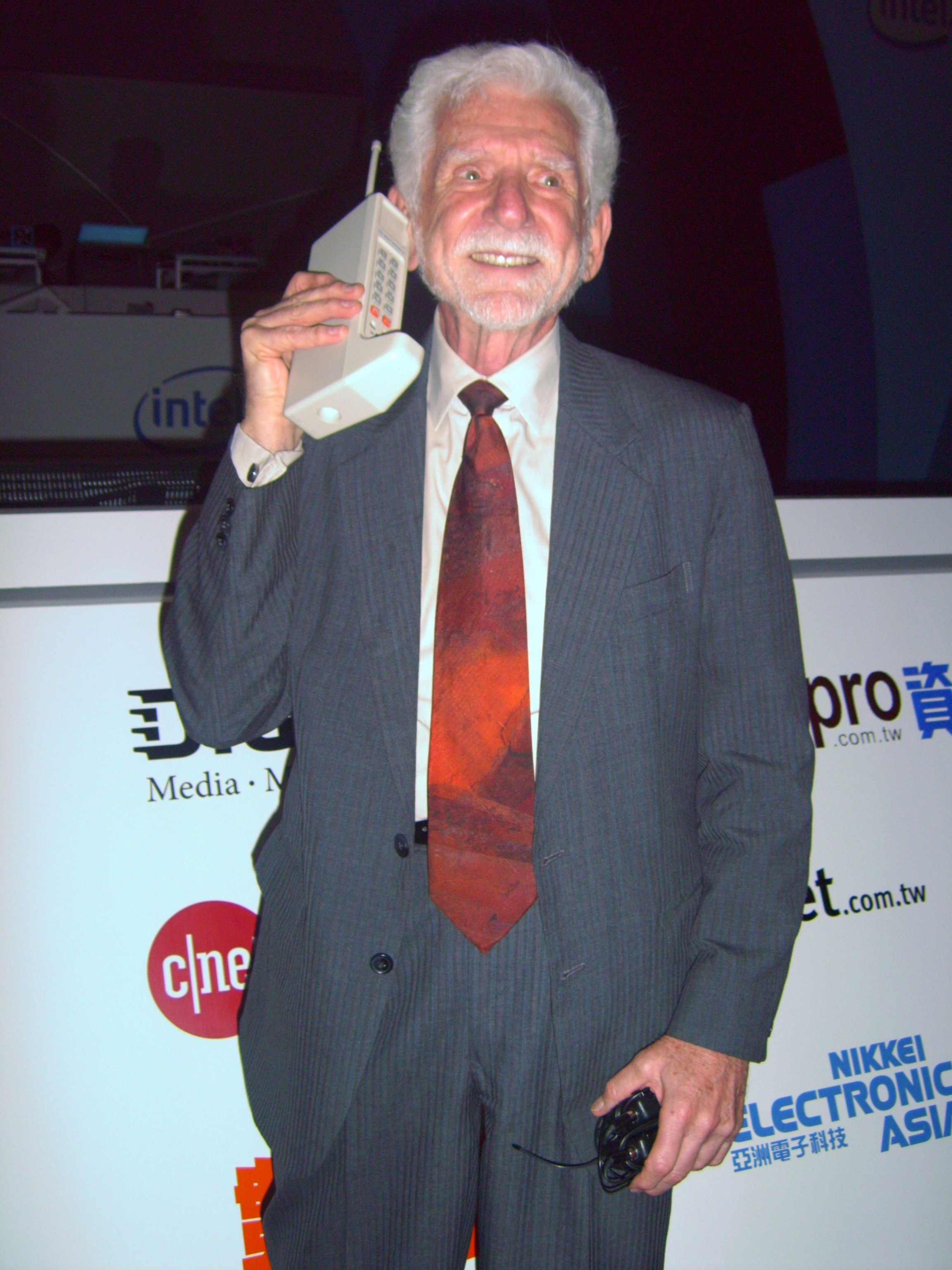
Martin Cooper, 2007

- Martin Cooper (* 1928), USA – Mobiltelefon 1973
- Peter Cooper (1791–1883), USA – Gelatine Jell-O 1845
- Edward Drinker Cope (1840–1897), USA – 56 Arten von Dinosauriern, z. B. Camarasaurus supremus und Coelophysis bauri
- Lloyd Groff Copeman (1881–1956), USA – Elektrischer Ofen
- Frederick Gardner Cottrell (1877–1948), USA – Elektrofilter (Elektroabscheider) 1907
- Jack Cover (1920–2009), USA – Taser 1974
- Clarence Crafoord (1899–1984), USA/Schweden – Aortenisthmusstenose-Operation 1944, Herz-Lungen-Maschine 1947/48 (mit Ake Senning)
- George Crum (1822–1914), USA – Kartoffelchips 1853
- Michael J. Cullen (1884–1936), USA – Supermarkt 1930
- Glenn Curtiss (1878–1930), USA – Wohnmobil 1919, Querruder
- Harvey Cushing (1869–1939), USA: er beschrieb als erster das nach ihm benannte Cushing-Syndrom und trug zur Erforschung der Akromegalie bei
- Willard Ray Custer (1899–1985), USA – Channelwing-Flugzeug 1929

## D
- Celadon Daboll (1818–1866), USA – Nebelhorn 1851
- Raymond Damadian (1936–2022), USA – bildlose Magnetresonanztomographie (Kernspintomograph) 1973
- Sidney Darlington (1906–1997), USA – impulskomprimierende Chirp-Radartechnik, Darlington-Schaltung 1953
- Charles Brace Darrow (1889–1967), USA – Monopolyspiel 1934
- Thomas Davenport (1802–1851), USA – erster Elektromotor 1834
- Jacob Davis (1868–1908), USA – genietete Jeans 1873
- Alonzo G. Decker (1884–1956), USA – Handbohrmaschine mit Pistolengriff und Druckschalter 1914
- John Deere (1804–1886), USA – Stahlpflug 1836
- Lee De Forest (1873–1961), USA – Audion-Verstärkerröhre, (Triode), Rückkopplungsschaltung, Tonaufzeichnung
- Earle Dickson (1892–1961), USA – Wundschnellverband 1921
- William Kennedy Laurie Dickson (1860–1935), Schottland/USA – Filmkamera, Kinetograph, Kinetoskop (mit Edison)
- William H. Dobelle (1941–2004), USA – künstliches Auge
- John Dobson (1915–2014), USA – Dobson-Teleskop 1950er

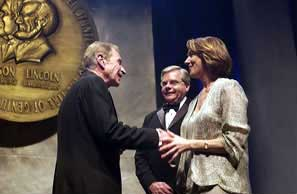
Ray Dolby.

- Ray Dolby (1933–2013), USA – Rauschunterdrückung bei magnetischen Tonaufnahmen 1960er, Mehrkanal-Tonsystem 1974, Dolby Stereo 1976
- Marion Donovan (1917–1998), USA – Einwegwindeln 1950
- Edwin Laurentine Drake (1819–1880), USA – Ölbrunnen, Ölförderung, Ölbohrung 1859
- Charles Stark Draper (1901–1987), USA – Inertiales Navigationssystem 1950er
- Charles Richard Drew (1904–1950), USA – Blutbank Ende 1930er
- Richard Gurley Drew (1899–1980), USA – Klebeband (Malerkrepp, Kreppband) 1925/30
- Philip Drinker (1894–1972), USA – Eiserne Lunge 1928 (mit Louis Agassiz Shaw)

## E
- George Eastman (1854–1932), USA – Rollfilm-Photoapparat 1884 (mit Hannibal Goodwin und William Walker), tragbare Fotokamera Kodak Nr. 1 1888
- John Presper Eckert (1919–1995), USA – Rechenautomat (elektronische Großrechenmaschine ENIAC) 1945/46 (mit John William Mauchly)

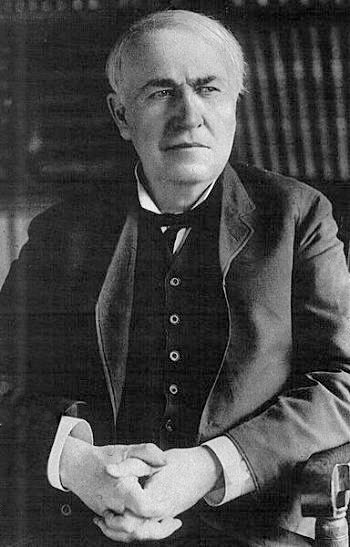
Thomas Alva Edison.

- Thomas Alva Edison (1847–1931), USA – u. a. Kohlekörner-Mikrofon, Phonograph 1877 (Patent 1878) (mit Charles Cros), Kohlenfadenlampe (Glühlampe) 1879, Kinetograph, Betongussverfahren 1907,
- Robert Edwards: In-vitro-Fertilisation (gemeinsam mit Patrick Steptoe); (Nobelpreis)
- Brendan Eich (* 1961), USA – JavaScript
- Albert Einstein (Deutschland/Schweiz/Vereinigte Staaten): Nobelpreisträger (1921); theoretischer Physiker. Seine Forschungen zur Struktur von Raum und Zeit sowie dem Wesen der Gravitation veränderten maßgeblich das physikalische Weltbild.
- Douglas Engelbart (1925–2013), USA – Computermaus 1963/68
- John Ericsson (1803–1889), Schweden/USA – Wärmekraftmaschine 1820er, Zweiflügel-Schiffspropeller (Ericsson-Propeller) 1830er, Solarmaschine
- Oliver Evans (1755–1819), USA – Getreidemühle, Amphibienfahrzeug, Hochdruckdampfmaschine, Mehlkühler, Gurtbecherwerk (Elevator), Conveyer, Aufschütter

## F
- Samuel Face (1923–2001), USA – Betonglättemessung 1970er, Lichtschalter, Betonmischer
- Tony Fadell (* 1969), USA – iPod
- Constantin Fahlberg (1850–1910), USA – Saccharin 1878/79 (mit Ira Remsen)
- Scott Elliot Fahlman (* 1948), USA – Emoticons 1982
- James M. Faria, USA – AstroTurf (künstliches Gras) 1965 (mit Robert T. White)
- Philo Taylor Farnsworth (1906–1971), USA – Elektronenstrahlröhre (Fernsehen) 1923, 1927 (mit Vladimir Kosma Zworykin)
- George Henry Felt (1831–1895), USA – Signalrakete 1863, Sprengkapsel 1866
- James Fergason (1934–2008), USA – Flüssigkristallbildschirm
- George Washington Gale Ferris (1859–1896), USA – Riesenrad 1893
- Charles Fey (1862–1944), Deutschland/USA – Einarmiger Bandit (Glücksspielmaschine) 1897
- Richard Feynman (1918–1988), USA – Nobelpreis 1965, Beiträge zur Quantenfeldtheorie (Hellmann-Feynman-Theorem, Feynman-Kac-Formel, Feynman-Parameter)
- Louis Frederick Fieser (1899–1977), USA – Napalm
- Alva J. Fisher (1862–1947), USA – elektrische Waschmaschine 1907, Patent 1910
- Gary Fisher (* 1950), USA – Mountainbike 1970er
- John Fitch (1743–1798), USA – schraubengetriebenes Dampfschiff 1783
- Earl W. Flosdorf, USA – Trockengefrierverfahren 1946
- Henry Ford (1863–1947), USA – Fließbandfertigung 1913
- James B. Francis (1815–1892), USA – Francis-Turbine 1849
- Benjamin Franklin (1706–1790), USA – Blitzableiter 1752, Bifocallinsen, Franklin-Ofen, Glasharmonika
- John E. Franz (* 1929), USA – entdeckte die herbizide Wirkung von Glyphosat und entwickelte das Insektizid Roundup
- John Froehlich (1849–1933), USA – Traktor 1892
- Arthur Fry (* 1931), USA – Post-it-Klebezettel 1970er (mit Spencer Silver)
- Buckminster Fuller (1895–1983), USA – Geodätische Kuppel, Tensegrity (Architektur), Dymaxion
- Ray W. Fuller (1935–1996), USA – Prozac (Fluoxetin) 1972 (mit Bryan B. Molloy und David T. Wong)

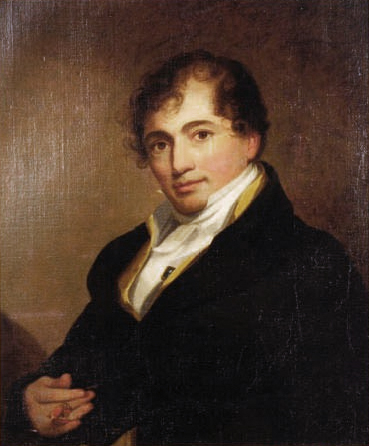
Robert Fulton.

- Robert Fulton (1765–1815), USA – U-Boot 1801, Schaufelraddampfer 1807, Dampfschiffe North River Steamboat 1809, USS Fulton 1809/1814

## G
- Thomas Hopkins Gallaudet (1787–1851), USA – amerikanische Gebärdensprache (American Sign Language) 1817
- John C. Garand (1888–1974), USA – Selbstladegewehr M1 Garand 1930er, Patent 1934
- Howard Garns (1905–1989), USA – Sudoku 1979

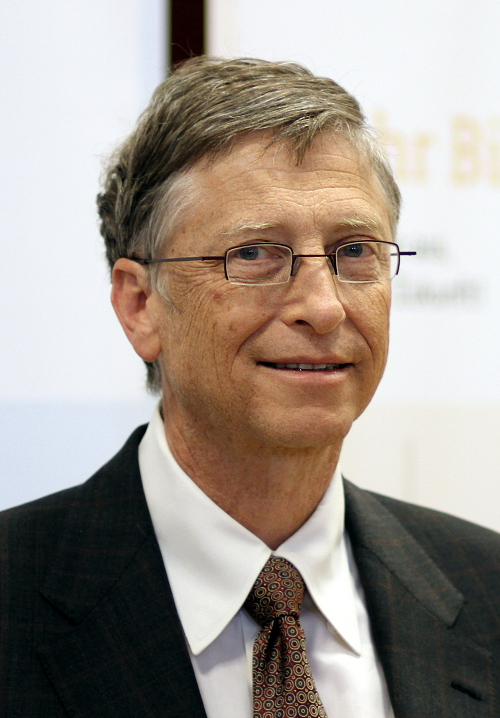
Bill Gates, (2013)

- William Henry Gates III (Bill Gates) (* 1955), USA – Windows-Betriebssystem, Chefarchitekt von Visual Basic
- Joseph Gayetty USA – Toilettenpapier 1857 (umstritten, da historisch bereits im Alten China erfunden)
- Dorothy Gerber (1904–1988), USA – vorgefertigte Babynahrung 1927
- Albert Ghiorso (1915–2010), USA – Entdecker verschiedener Transurane – Americium ca. 1945 (Element 95), Curium 1944 (Element 96), Berkelium 1949 (Element 97), Californium 1950 (Element 98), Einsteinium 1952 (Element 99), Fermium 1953 (Element 100), Mendelevium 1955 (Element 101), Nobelium 1958/1959 (Element 102), Lawrencium 1961 (Element 103), Rutherfordium 1969 (Element 104), Dubnium (damals Hahnium genannt) 1970 (Element 105), Seaborgium 1974 (Element 106)
- Lawrence J. Giacoletto (1916–2004), USA – Giacoletto-Ersatzschaltbild für Transistoren
- Josiah Willard Gibbs (1839–1903), USA – Chemisches Potential
- King Camp Gillette (1855–1932), USA – Rasierklinge 1895
- Charles Ginsburg (1920–1992), USA – Videokassette 1950er
- Louis C. Glass (1845–1924), USA – Jukebox (Musikautomat) 1889 (mit William S. Arnold)
- Carlos Glidden (1834–1877), USA – Schreibmaschine 1867 Patent 1868 (mit Sholes, Soulé)
- Joseph Glidden (1813–1906), USA – Stacheldraht 1874

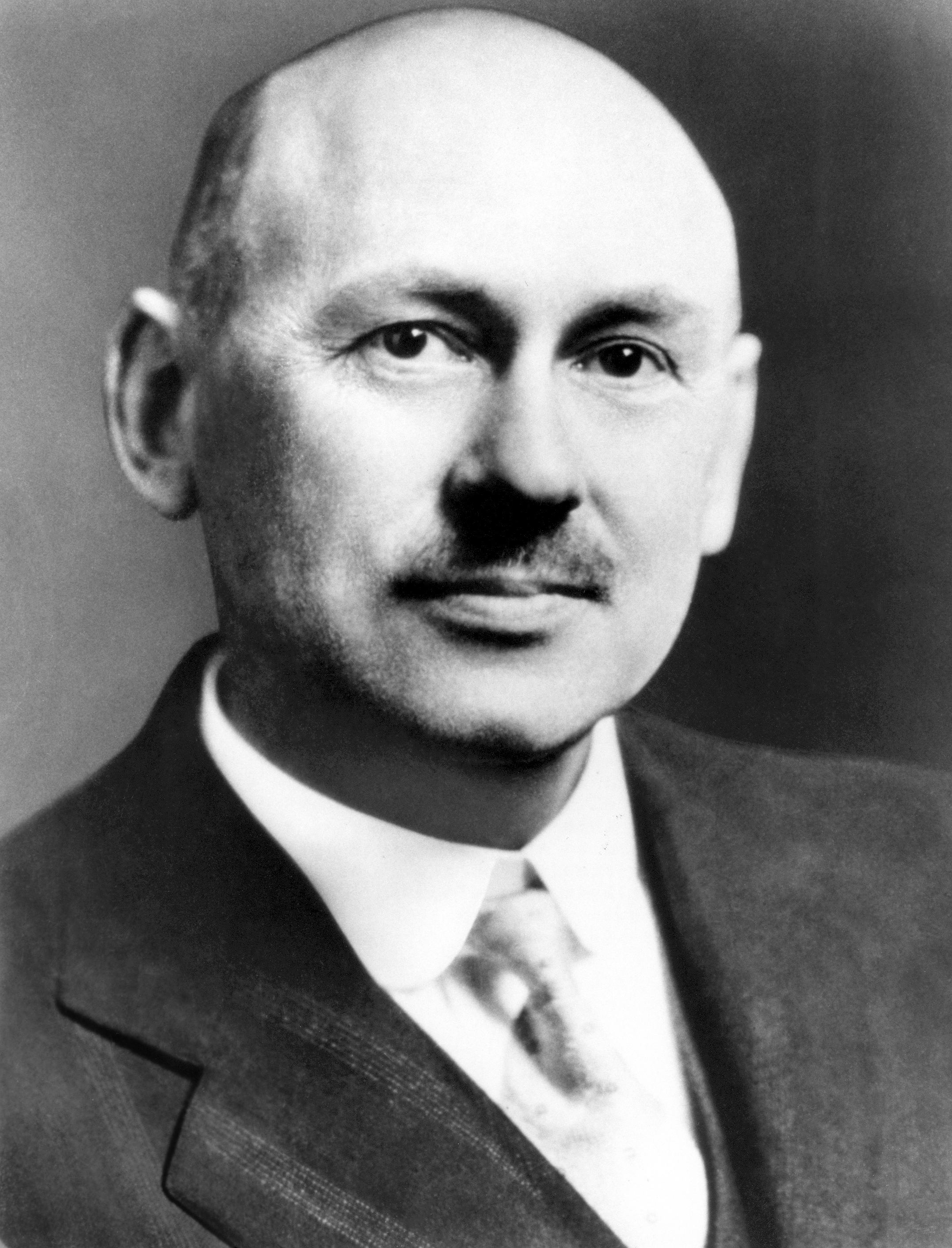
Robert Goddard.

- Robert Hutchings Goddard (1882–1945), USA – Feststoffrakete, Bazooka 1918, Flüssigkeitsrakete 1926
- Thomas Godfrey (1704–1749), USA – Oktant (neben John Hadley)
- Sylvan Goldman (1898–1984), USA – Einkaufswagen 1937, Patent 1940
- Leonard Goodall († 1971), USA – Benzin-Rasenmäher 1940
- Hannibal Goodwin (1822–1900), USA – Rollfilm 1884 (mit George Eastman)
- Charles Goodyear (1800–1860), USA – Kautschuk-Vulkanisation 1839, Vulkanisieren von Gummi Patent 1844, Hartgummi um 1850, Gummi-Kondom 1855
- James Power Gordon (1928–2013), USA – Maser 1954 (mit Charles H. Townes und Herbert Jack Zeiger)
- Robert W. Gore (1937–2020), USA – Gore-Tex
- John Gorrie (1802–1855), USA – Kühlschrank 1842
- Gordon Gould (1920–2005), USA – Laser 1958 (mit Charles H. Townes, Arthur L. Schawlow)
- Bette Nesmith Graham (1924–1980), USA – Tipp-Ex-Korrekturflüssigkeit (umstritten)
- Elisha Gray (1835–1901), USA – telegrafisches Gerät 1867, Telefon 1876 (neben Bell), Teleautograph 1893
- Benjamin Greene USA – Sonnenschutzmittel (Sonnencreme) 1944 (umstritten)
- Chester Greenwood (1858–1937), USA – Ohrenschützer 1873
- Hanson Crockett Gregory USA – ringförmiger Donut 1847
- Samuel Guthrie (1782–1848), USA – Chloroform 1830

## H
- Ruth Handler (1916–2002), USA – Barbie-Puppe
- Asaph Hall (1829–1907), USA – Marsmonde Phobos und Deimos
- Edwin Hall (1855–1938), USA – Hall-Effekt
- Laurens Hammond (1895–1973), USA – Hammondorgel
- Earle Haas (1885–1981), USA – moderner Damentampon 1929
- Charles Martin Hall (1863–1914), USA – Schmelzflusselektrolyse (Hall-Héroult-Prozess) zur Aluminiumherstellung 1886 (mit Paul Heroult)
- Tracy Hall (1919–2008), USA – synthetischer Diamant
- Robert Hare (1781–1858), USA – Schneidbrenner
- Henry Heimlich (1920–2016), USA – Heimlich-Handgriff
- Robert A. Heinlein (1907–1988), USA – Wasserbett
- Henry John Heinz (1844–1919), USA – Tomatenketchup
- Benjamin Tyler Henry (1821–1898), USA – Henrystutzen
- Joseph Henry (1797–1878), USA – Elektromagnet 1820er, elektromagnetisches Relais 1835
- Donald Richard Herriott (1928–2007), USA – Gaslaser 1961 (mit William Ralph Bennett jr. und All Javan)
- John Heysham Gibbon (1903–1973), USA – Herz-Lungen-Maschine
- Peter Cooper-Hewitt (1861–1921), USA – Quecksilberdampflampe 1901 (mit Martin Leo Arons)
- William Higinbotham (1910–1994), USA – erstes Videospiel Tennis for Two, 1958
- Marcian Edward Hoff (Ted Hoff) (* 1937), USA – LMS-Algorithmus 1960, Mikroprozessor Intel 4004 1969/70
- Edward Joseph Hoffman (1942–2004), USA – Positronen-Emissions-Tomographie-Scanner
- Richard March Hoe (1812–1886), USA – Rotationsdruckmaschine

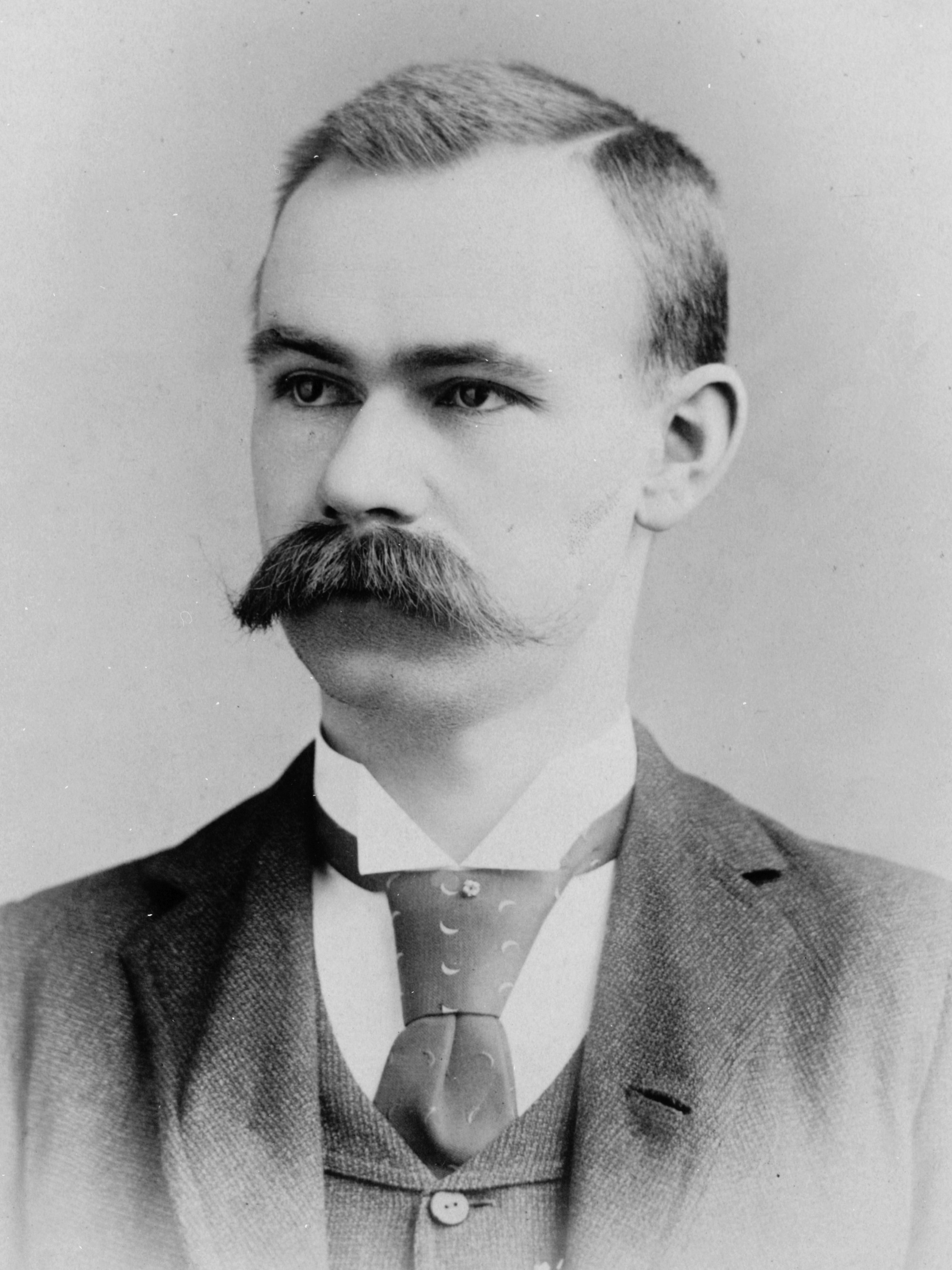
Herman Hollerith.

- Herman Hollerith (1860–1929), USA – Lochkarten (Lochkartenmaschine) 1887
- Nick Holonyak (1928–2022), USA – Leuchtdiode (LED) 1962 (umstritten)
- Erna Schneider Hoover (* 1926), USA – Computer-Telefon-Schaltsystem

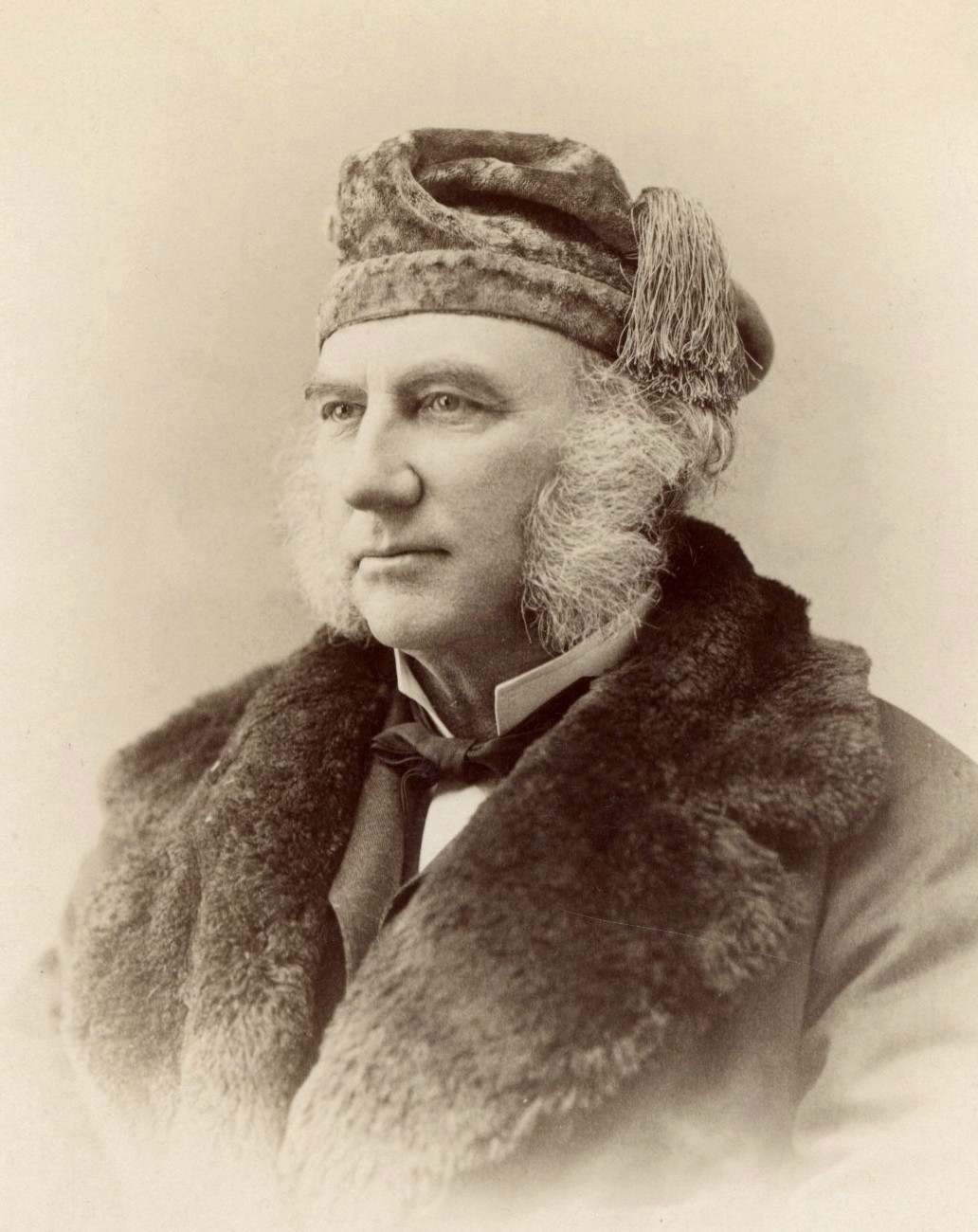
Eben Norton Horsford.

- Eben Norton Horsford (1818–1893), USA – Backpulver um 1856
- Kenneth House, USA – Rauchdetektor 1969 (mit Randolph Smith)
- Elias Howe (1819–1867), USA – Nähmaschine 1845
- Edwin Hubble (1889–1953), USA – Expansion des Weltalls mit Rotverschiebung
- Charles A. Hufnagel (1916–1989), USA – künstliche Herzklappe, 1952
- David Edward Hughes (1831–1900), GB/USA – Typendrucktelegraf 1855, Kohlemikrofon 1878
- Chuck Hull (* 1939), USA – 3D-Drucker, 1984
- Walter Hunt (1796–1859), USA – Sicherheitsnadel 1849, Flachsspinner, Messerschleifer, Straßenbahnglocke, Steinkohleofen, künstlichen Stein, Straßenreinigungsmaschine, Dreirad, Eispflug für Schiffe, Füllfederhalter, Nähmaschine 1834, Winchester-Repetiergewehr
- John Wesley Hyatt (1837–1920), USA – Zellulose-Herstellung (Zelluloid) 1870

## I
- Frederic Eugene Ives (1856–1937), USA – Halbton-Photogravur 1878
- Herbert E. Ives (1882–1953), USA – telegraphische Übertragung von Photographien, Farb-Fax 1924, Fernsehübertragung 1927, Ives-Stilwell-Experiment 1938

## J
- Mary Phelps Jacob (1891–1970), USA – Büstenhalter 1913 (umstritten)

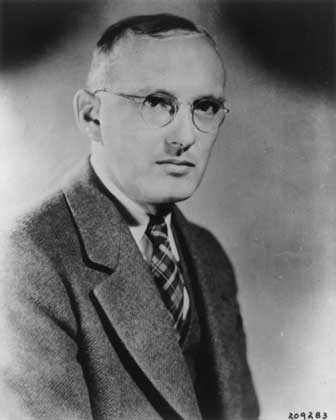
Karl Guthe Jansky

- Karl Jansky, USA – Entdecker der Radioastronomie
- Robert Jarvik (1946–2025), USA – dauerhaft implantiertes Kunstherz
- Thomas Jefferson (1743–1826), USA – Drehstuhl, Kleiderbügel, Jefferson-Polygraph (Vorläufer des Kopiergeräts)
- Thomas B. Jeffery (1845–1910) – Drahtreifen, Vorläufer der Sicherheitsfelge
- Charles Francis Jenkins (1867–1934) – Filmprojektor
- William Le Baron Jenney (1832–1907), USA – Stahlrahmen-Hochhaus (Home Insurance Building) 1884/85
- Steve Jobs (1955–2011), USA – Macintosh-Betriebssystem
- Nancy Johnson (1794–1890), USA – handbetriebene Eismaschine 1843
- Reynold B. Johnson (1906–1998), USA – Festplattenlaufwerk, 1956
- Warren S. Johnson (1847–1911), USA – elektrischer Raumthermostat 1883, Humidistat (Hygrostat, Feuchtigkeitsregler) 1900
- Albert Jones, USA – Wellpappe 1871
- Donald F. Jones, USA – Maishybrid 1917
- Scott A. Jones (* 1960), USA – Voicemail, ChaCha-Suchmaschine (Websuchmaschine)
- Anatol Josepho (1894–1980) USA/Russland – Fotoautomat
- Whitcomb Judson (1846–1909), USA – Reißverschluss 1890, Patent 1893

## K
- Dean Kamen (* 1951), USA – Segway-Elektroroller
- Joseph Kekuku (1874–1932), USA – Hawaiigitarre
- Edward W. Kellogg (1882–1960), USA – Lautsprecher 1924 (mit Chester W. Rice)

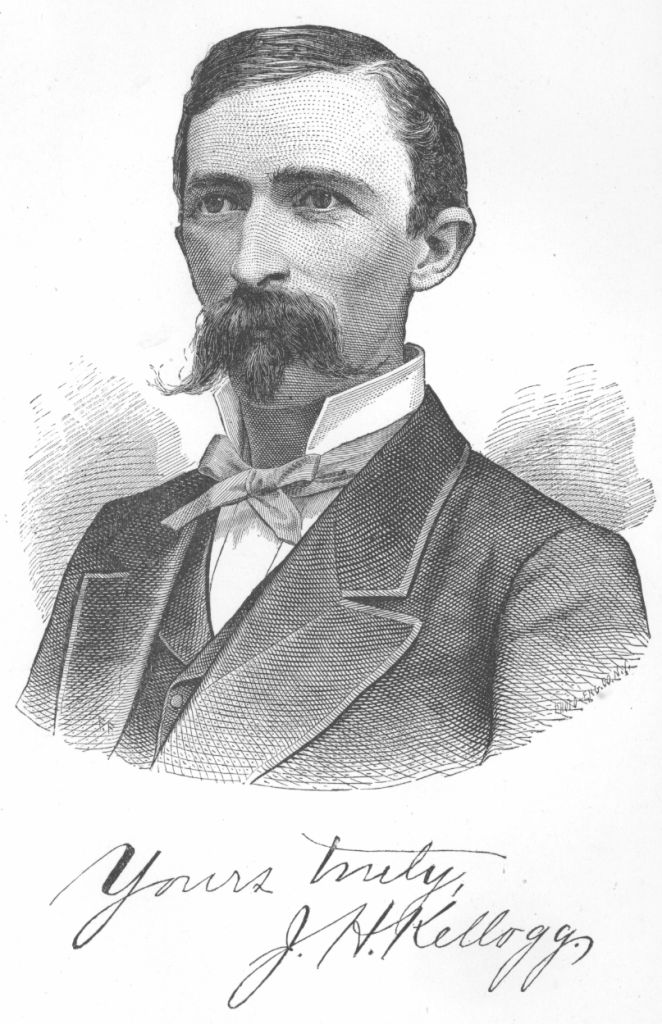
John Harvey Kellogg.

- John Harvey Kellogg (1852–1943), USA – Cornflakes 1894
- John Forrest Kelly (1859–1922), USA – Wechselstrom-Übertragungssystem 1890, Cooke-Kelly-Prozess
- John G. Kemeny (1926–1992), USA – Programmiersprache BASIC (gemeinsam mit Thomas E. Kurtz)
- Arthur Edwin Kennelly (1861–1939), USA – Elektrischer Stuhl 1888 (mit Harold P. Brown)
- Charles F. Kettering (1876–1958), USA – elektrische Zündung und Fahrzeugbeleuchtung, Inkubator, Freon, Tetraäthylblei, Äthylbenzin
- Jack Kilby (1923–2005), USA – Integrierter Schaltkreis (IC) 1958, elektronischer Taschenrechner, Thermodrucker 1967
- Charles Yale Knight (1868–1940), USA – Schiebermotor („Knight-Motor“)
- Margaret E. Knight (1838–1914), USA – Maschine zur Herstellung von braunen Papiertüten mit Boden 1870
- William B. Kouwenhoven (1886–1975), USA – Defibrillator
- Julius Kröhl (1820–1867), Deutschland/USA – U-Boot Sub Marine Explorer 1861, Eisenbiegemaschine
- Stephanie Kwolek (1923–2014), USA – Kevlar 1965

## L
- Edwin Herbert Land (1909–1991), USA – Polarisationsfilter 1933, Polaroidkamera (Sofortbildkamera, „Land Camera“) 1947
- Eric Lander (* 1957), USA – Humangenomprojekt
- Samuel Pierpont Langley (1834–1906), USA – Katapult-Flugobjekt 1896, Bolometer (Strahlungsdetektor)

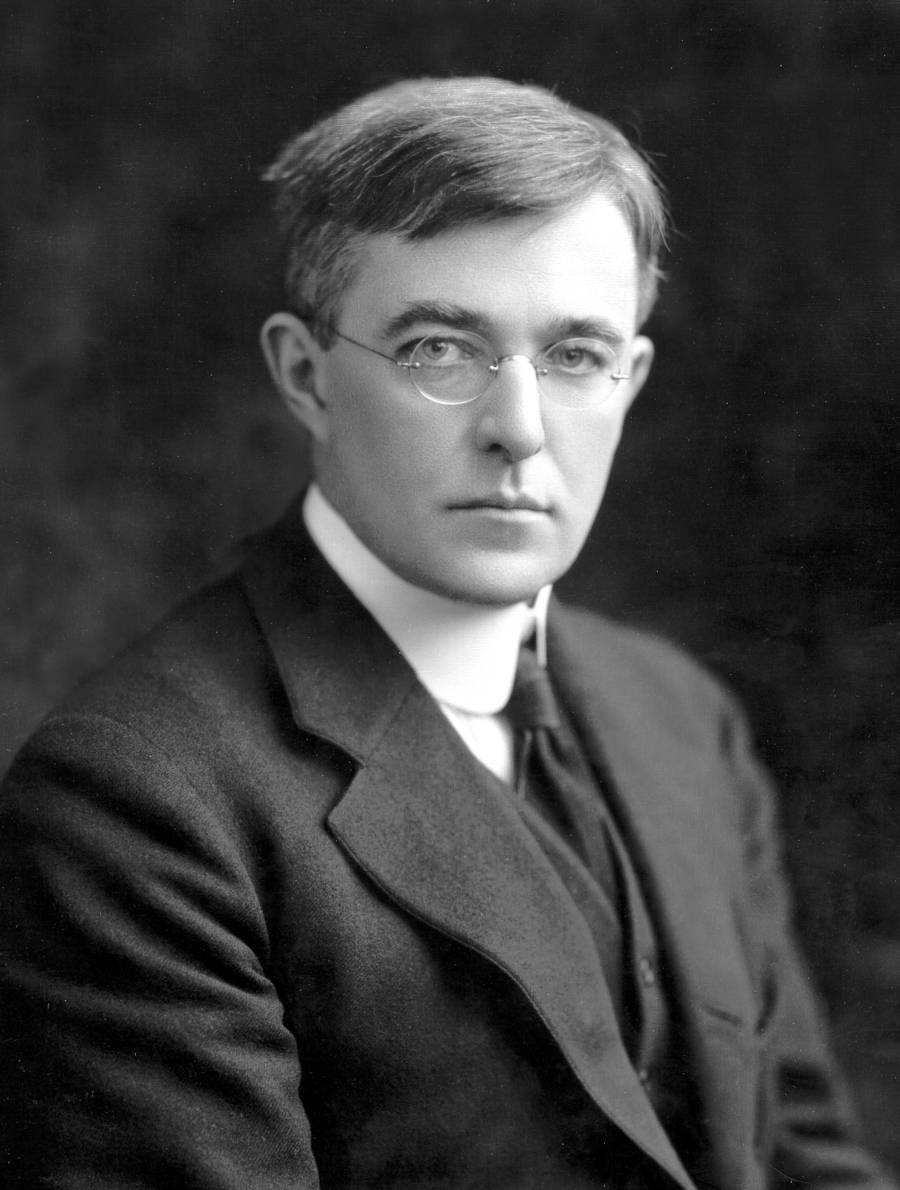
Irving Langmuir.

- Irving Langmuir (1881–1957), USA – Hoch-Vakuum-Glühlampe, gasgefüllte Glühlampe, Arcatom-Schweißen (Lichtbogenschweißen) 1924
- Jaron Lanier (* 1960), USA – Virtuelle Realität 1980er
- John A. Larson (1892–1965), USA – Polygraph (Lügendetektor) 1921 (neben Vittorio Benussi 1913 u. a.)
- Lewis Latimer (1848–1928), USA – Verbesserung der Glühlampenherstellung (mit Edison)
- Paul Christian Lauterbur (1929–2007), USA – Magnetresonanztomographie (Kernspintomograph) 1973 (mit Peter Mansfield)
- Ernest Lawrence (1901–1958), USA – Physiker, Zyklotron (Nobelpreis)
- William P. Lear (1902–1978), USA – Autoradio 1920er (mit Elmer Wavering), Learjet 1950er, 8-Spur-Kassette 1964, Funkfeuerpeiler (LearAvian), Autopilot
- Henrietta Leavitt (1868–1921), USA – Cepheiden als Standard zur Bestimmung von galaktischen Entfernungen
- Harry Ward Leonard (1861–1915), USA – Ward-Leonard-Umformer (Leonardsatz) 1891
- Jean-Aimé LeRoy (1854–1932), USA – Cinématographe 1893
- Maurice Lévy, USA – Lippenstift in Metallzylindern 1915
- Isaac Newton Lewis (1858–1931), USA – Maschinengewehr Lewis Gun 1911
- Willard Frank Libby (1908–1980), USA – Atomuhr 1946, Radiokohlenstoffdatierung 1949
- Edwin Albert Link (1904–1981), USA – Flugsimulator
- Samuel Loyd (1841–1911), USA
- William Lyman (1821–1891), USA – Schneidrad-Dosenöffner 1870
- Harold Lyons, Atomuhr

## M
- Earle S. MacPherson (1891–1960), USA – MacPherson-Federbein, 1949
- Carl C. Magee (1872–1946), USA – Parkuhr 1932
- Anthony Maglica (* 1930), Kroatien/USA – Maglite-Taschenlampen um 1979
- Theodore Harold Maiman (1927–2007), USA – Rubinlaser, Laser 1960

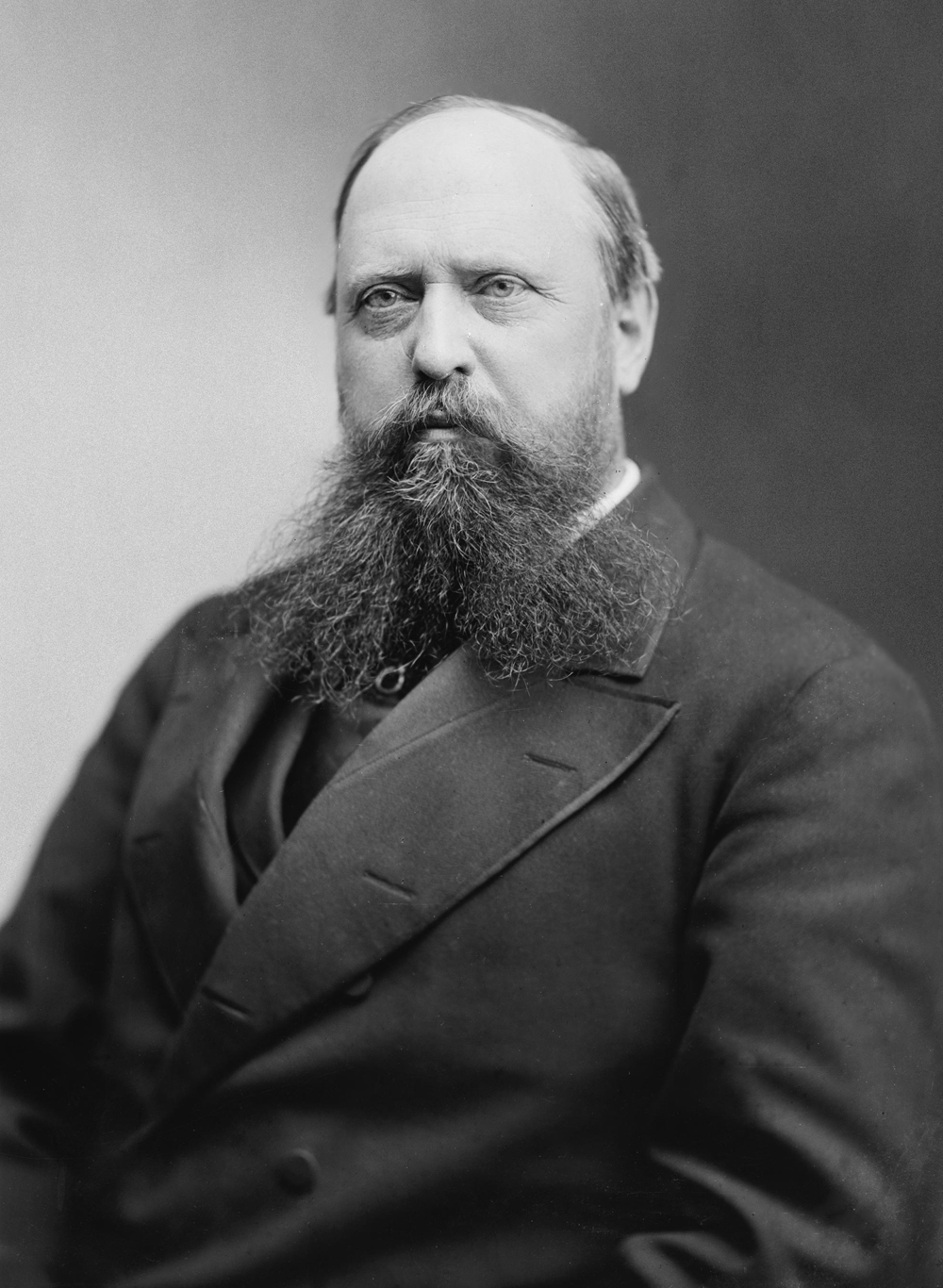
Othniel Charles Marsh.

- Othniel Charles Marsh (1831–1899), USA – Flugsaurierfossilien; fossile Vögel z. B. die Zahnvögel aus der amerikanischen Oberkreide wie Ichthyornis und Hesperornis; flugfähige Reptilien, Dinosaurier aus der Kreide und dem Jura einschließlich Apatosaurus und Allosaurus
- John Landis Mason (1832–1902), USA – Einmachgläser 1858 (umstritten)
- John William Mauchly (1907–1980) – Rechenautomat (elektronische Großrechenmaschine ENIAC) 1945/46 (mit J. Presper Eckert)
- Hiram Stevens Maxim (1840–1916), USA – Maxim-Maschinengewehr 1885, Fluggerät 1894, Mausefalle, Haarwellen-Eisen, rauchfreies Schießpulver, Schalldämpfer
- Charles McBurney (1845–1913), US-amerikanischer Chirurg, McBurney-Punkt

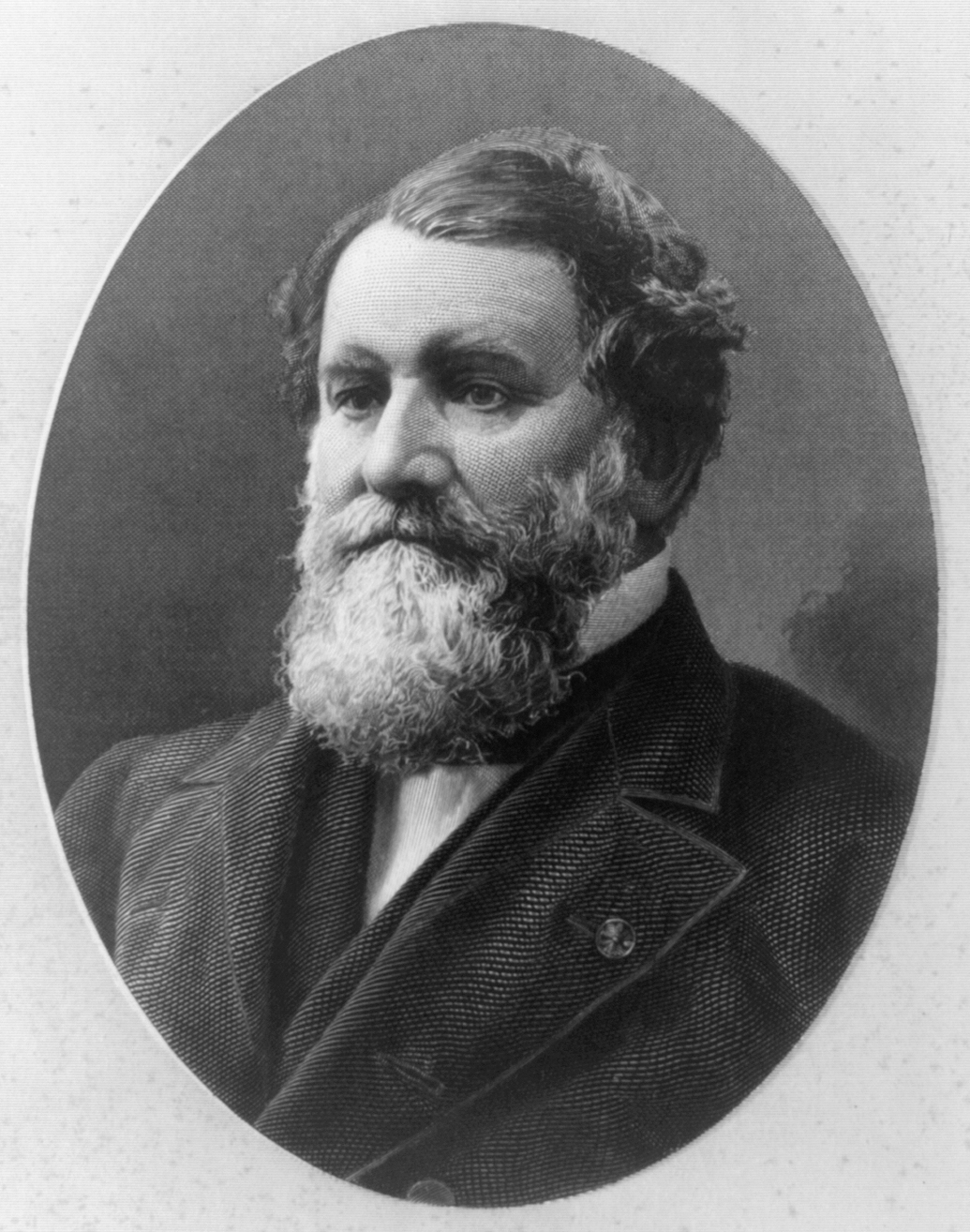
Cyrus McCormick.

- Cyrus McCormick (1809–1884), USA – Balkenmäher (Getreidemähmaschine) 1831 Patent 1834
- Warren McCulloch (1898–1969), USA – McCulloch-Pitts-Zelle (gemeinsam mit dem US-Amerikaner Walter Pitts (1923–1969))
- Eugene F. McDonald (1886–1958), USA – Weltempfänger 1920er
- Frank McNamara, USA – Kreditkarte 1949/50 (mit Ralph Schneider)
- Noah und Joseph McVicker, USA – Play-Doh-Spielzeug 1956
- Robert Metcalfe (* 1946), USA – Ethernet 1975
- Albert A. Michelson (1852–1931), USA – optische Präzisionsinstrumente und seine damit ausgeführten spektroskopischen und metrologischen Untersuchungen; Michelson-Interferometer (Nobelpreis)
- Morris Michtom (1870–1938), USA – Teddybär 1902 (neben Richard Steiff)
- Thomas Midgley (1889–1944) – Tetraethylblei (Benzinadditiv) 1921, Fluorchlorkohlenwasserstoff (FCKW) 1929
- Min Chueh Chang (1908–1991), USA/Volksrepublik China – Antibabypille 1950er (mit Pincus, Rock, Djerassi)
- Arthur B. Modine (1885–1981), USA – Fahrzeugkühler
- Alfred M. Moen (1917–2001), USA – Einhandarmatur 1947
- William E. Moerner (* 1953), USA – Entwicklung superauflösender Fluoreszenzmikroskopie (gemeinsam mit Eric Betzig und Stefan Hell)
- Bryan B. Molloy (1939–2004), USA – Fluoxetin (Antidepressivum) 1970/72 (mit David T. Wong, Robert Rathburn, Ray W. Fuller (?), Klaus Schmiegel)
- John Joseph Montgomery (1858–1911), USA – Fluggerät schwerer als Luft 1883, Flugzeug 1906
- Robert Moog (1934–2005), USA – Moog-Synthesizer
- Samuel Morey (1762–1843), USA – Pionier des Verbrennungsmotors (umstritten)
- Garrett Morgan (1877–1963), USA – Gasmaske 1914 (umstritten daneben der Kanadier Cluny MacPherson), Verkehrssignal 1923
- Thomas Hunt Morgan (1866–1945), USA – Genkarte, Nobelpreis für Medizin
- William G. Morgan (1870–1942), USA – Volleyball 1895
- Walter Frederick Morrison (1920–2010), USA – Frisbee 1946/47 Patent 1958
- William J. Morrison (1860–1926), USA – Zuckerwattenmaschine 1897, mit John C. Wharton
- Samuel Finley Breese Morse (1791–1872), USA – Morsealphabet, elektromagnetischer Schreibtelegraf 1833/37/38
- William Thomas Green Morton (1819–1868), USA – Erste Anwendung von Äther bei einer Zahnextraktion
- Kary Mullis (1944–2019), USA – Polymerase-Kettenreaktion (Nobelpreis)
- Joseph Edward Murray (1919–2012), USA – Pionier der Nierentransplantation. 1990 erhielt er zusammen mit E. Donnall Thomas den Nobelpreis für Physiologie oder Medizin „für ihre Einführung der Methode der Übertragung von Gewebe und Organen als klinische Behandlungspraxis in die Humanmedizin“
- Paul Maurice Zoll (1911–1999), USA – Herzschrittmacher
- William Thomas Green Morton (1819–1868), – USA – Narkose

## N
- Bette Nesmith Graham (1924–1980), USA – Korrekturflüssigkeit (Liquid Paper) (Tipp-Ex) 1951
- Henry Jotham Newton (1823–1895), USA – Bradbury-Piano (Klavier) 1850er, fotografische Chemikalien
- Carl Lucas Norden (1880–1965), USA/Niederlande – Bombenabwurfzielgerät

## O
- Harry Ferdinand Olson (1901–1982), USA – Synthesizer 1955 (mit Herbert Belar)

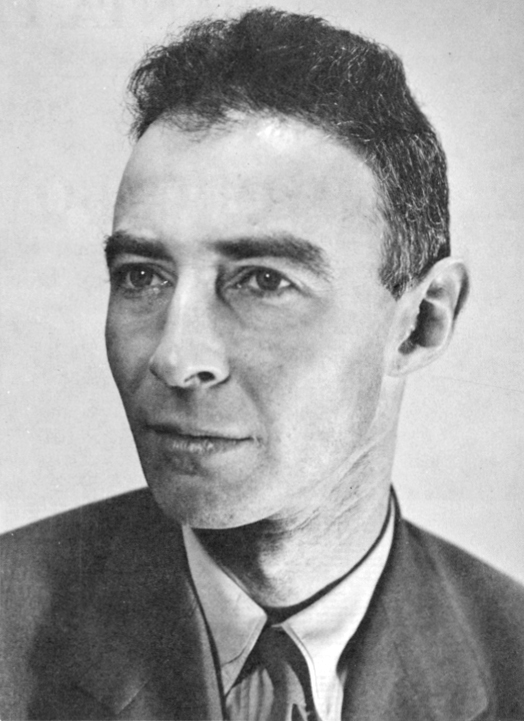
Robert Oppenheimer (ca. 1944)

- Robert Oppenheimer (1904–1967), USA – Atombombe 1945 (mit anderen)
- Samuel O’Reilly (18xx–1908), Irland/USA – elektrische rotierende Tätowiermaschine
- Elisha Graves Otis (1811–1861), USA – Personen-Aufzug mit Sicherheitsfangvorrichtung 1852/53
- Henry Fairfield Osborn (1857–1935), USA – beschrieb und benannte einige der bekanntesten Dinosaurier, unter anderem Ornitholestes (1903), Tyrannosaurus rex (1905), Pentaceratops (1923) und Velociraptor (1924)
- Michael Joseph Owens (1859–1923), USA – Automatische Glasblasmaschine 1903

## P
- Charles Grafton Page (1812–1868) USA – Induktionsspule 1836, freiauslösender Leitungsschutzschalter, Drehspul-Galvanometer, Doppelhelix für den Induktionsmagnetismus, Elektrolokomotive
- William Painter (1838–1906) – Kronkorken 1892
- Les Paul (1915–2009), USA – Mehrspurrekorder 1954, Solidbody-E-Gitarre „Gibson Les Paul“ 1952
- Albert J. Parkhouse, USA – Draht-Kleiderbügel 1903
- Bradford W. Parkinson (* 1935), USA – Global Positioning System (gemeinsam mit Roger L. Easton und Ivan A. Getting)
- Linus Pauling (1901–1994), USA – Forschungen über die Natur der chemischen Bindung und ihre Anwendung bei der Aufklärung der Struktur komplexer Substanzen, (Nobelpreis)
- Lester Pelton (1829–1908), USA – Pelton-Turbine 1879, Patent 1880

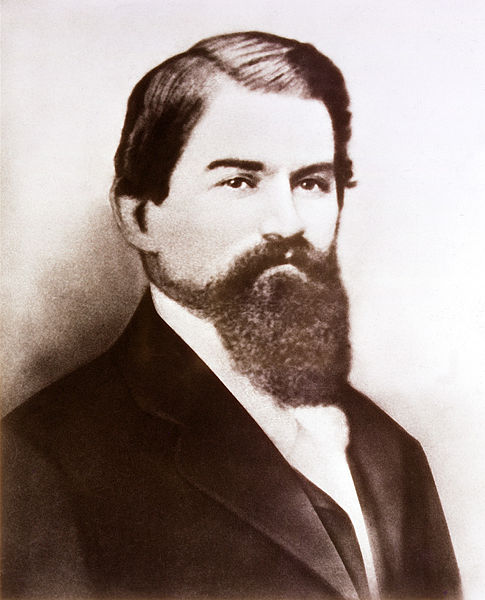
John Stith Pemberton.

- John Pemberton (1831–1888), USA – Coca-Cola 1887
- Arno Penzias (1933–2024), USA/Deutschland – Kosmischer Mikrowellenhintergrund (gemeinsam mit Robert Wilson)
- Edwin E. Perkins (1889–1961), USA – Kool-Aid-Fruchtgetränk 1927
- Henry Perky (1843–1906), USA – Weizen-Zerealien
- Edward Charles Pickering (1846–1919), USA – Pickeringsche Bruchmethode; Doppelsterne
- John R. Pierce (1910–2002), USA – Kommunikationssatelliten Echo 1 1960 und Telstar 1962

- Gregory Pincus (1903–1967), USA – Antibabypille 1951 (mit Carl Djerassi, John Rock, Min Chueh Chang)
- James Leonard Plimpton (1828–1911), USA – Rollschuhe 1863
- Roy Plunkett (1910–1994), USA – Teflon 1938
- Stephen Poplawski (1895–1956), Polen/USA – Standmixer 1922
- Wiley Post (1898–1935), USA – praktikabler Druckanzug 1935 (gemeinsam mit Russell S. Colley) (zuvor 1931 ein unpraktikabler Druckanzug von dem Russen Jewgeni Chertowski)
- George Pullman (1831–1897), USA – Pullman-Schlafwagen Patent 1863

## R
- Frederick Reines (1918–1998): experimenteller Nachweis des Neutrinos (gemeinschaftlich mit Martin L. Perl), 1995 (Nobelpreis für Physik)
- Ira Remsen (1846–1927), USA – Saccharin 1878/79 (mit Constantin Fahlberg)
- Jesse Reno (1861–1947), USA – Rolltreppe 1891
- Bill und Mark Richards, USA – Skateboard 1958
- Charles Francis Richter (1900–1985), USA – Richterskala 1935 (mit Beno Gutenberg)
- Adolph Rickenbacher (1887–1976), USA/Schweiz – E-Gitarre (gemeinsam mit George Beauchamp)
- Royal Rife (1888–1971), USA – Lichtmikroskop 1933, therapeutische Blitzlampe „beam ray“ 1954
- Dennis Ritchie (1941–2011), USA – Programmiersprache C 1972 (gemeinsam mit Ken Thompson und Brian W. Kernighan)
- James Ritty (1836–1918), USA – Registrierkasse 1879
- Ed Roberts (1941–2010), USA – erster Personal Computer (Altair 8800) 1974/75
- Eugene G. Rochow (1909–2002), USA – Müller-Rochow-Synthese
- John Rock (1890–1984), USA – Antibabypille Anfang 1950er (mit Gregory Pincus, Min Chueh Chang, Carl Djerassi)
- Francis Rogallo (1912–2009), USA – Rogallo-Flügel (erste Hängegleiter) 1948
- Otto Frederick Rohwedder (1880–1960), USA – Brotschneidemaschine 1928
- David Edward Ross (1871–1943), USA – Ross-Lenkung 1925
- Ira W. Rubel († 1908), USA – Offsetdruck 1903/04 oder 1907 (neben Caspar Hermann)
- Arthur C. Ruge (1905–2000), USA – Dehnungsmessstreifen 1938, Patent 1944 (neben Edward E. Simmons)

## S
- Augustine Sackett (1841–1914), USA – Gipskartonplatten 1894

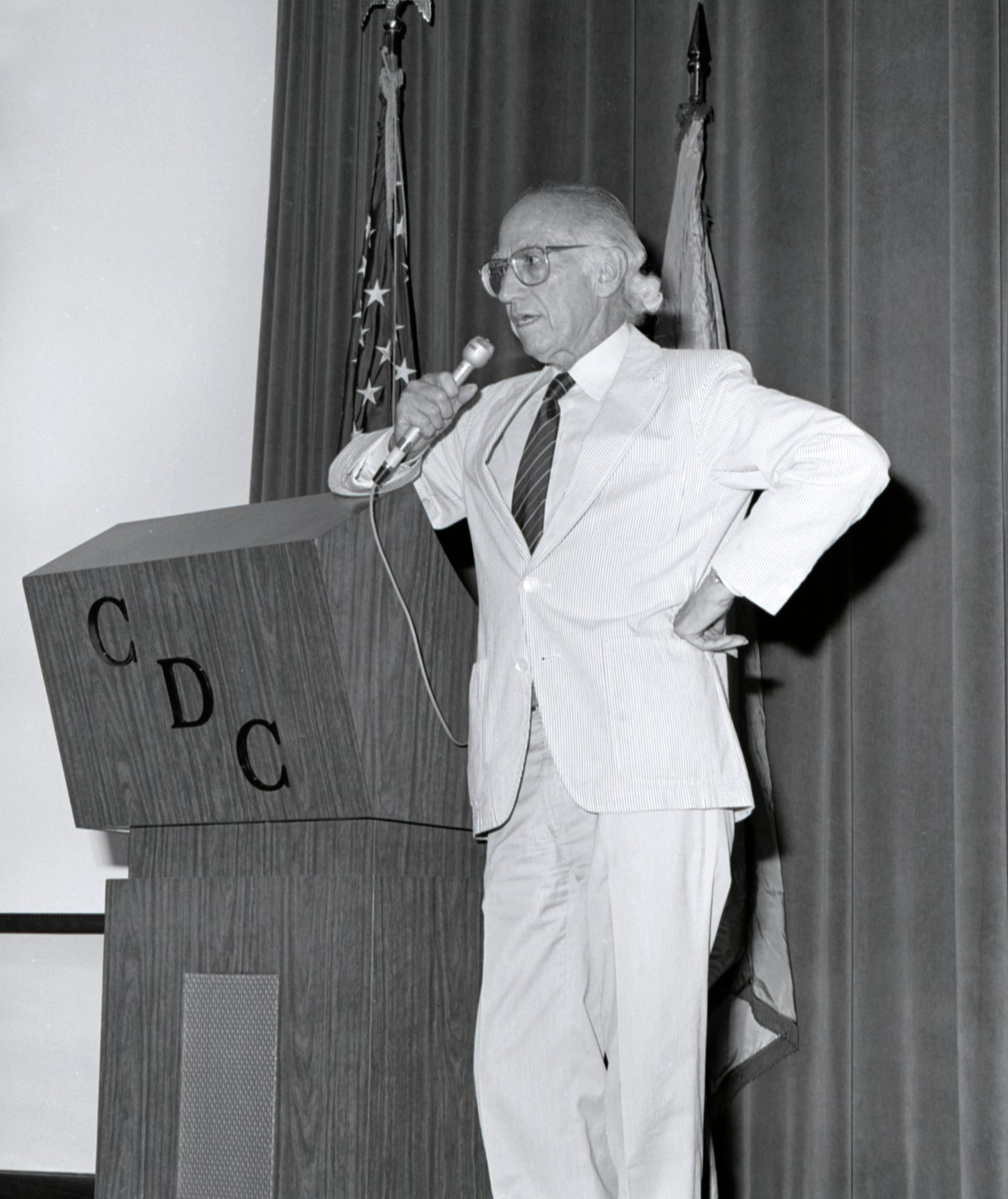
Jonas Salk, 1988

- Jonas Edward Salk (1914–1995), USA – Polio-Impfstoff 1955
- Ralph Samuelson (1904–1977), USA – Wasserski, Wasserskiier, Wasserskirampe
- Steven J. Sasson (* 1950), USA – Digitalkamera 1975
- Isidor Sauers (* 1948), Österreich/USA – Messung des Abbaus von Schwefelhexafluorid SF6 in Hochspannungsgeräten
- Arthur L. Schawlow (1921–1999), USA – Laser 1958 (neben Gordon Gould und Charles H. Townes)
- Jacob Schick (1877–1937), USA – elektrischer Rasierer 1928
- Hubert Schlafly (1919–2011), USA – Teleprompter (gemeinsam mit Irving B. Kahn)
- James Schlatter, USA – Süßstoff Aspartam 1965
- Klaus Schmiegel (* 1939), Deutschland/USA – Arzneistoff Fluoxetin
- Otto Schmitt (1913–1998), USA – Schmitt-Trigger 1934
- Ralph Schneider, USA – Kreditkarte 1950 (mit Frank McNamara)
- August Schrader (* um 1820), USA – Kupfer-Taucherhelm 1849, Schrader-Ventil für Luftreifen 1891, Ventilkappe 1896
- Arthur Scott, USA – Klopapierrolle 1890, Papierhandtuch 1931
- Glenn T. Seaborg (1912–1999), USA – Chemiker und Kernphysiker. Er war beteiligt an der Entdeckung der Elemente Plutonium, Americium, Curium, Berkelium, Californium, Einsteinium, Fermium, Mendelevium, Nobelium und Seaborgium. Für seine Arbeiten zur Isolierung und Identifizierung von Transuranen wurde er mit dem Nobelpreis ausgezeichnet.
- Henry W. Seely, USA – elektrisches Bügeleisen 1882
- Iwan Serrurier (1878–1953), Niederlande/USA – Moviola-Filmschneidemaschine 1924
- Mark Serrurier (1904–1988), USA – Serrurier-Fachwerk für optische Teleskope 1935
- Phillip Allen Sharp (* 1944), USA (Nobelpreis) – Identifizierung des diskontinuierlichen Aufbaus einiger Erbanlagen von Zellorganismen (gemeinsam mit Richard John Roberts)
- Patsy O’Connell Sherman (1930–2008) – Perfluoroctansulfonat-Imprägnierung (Scotchgard) 1952 (mit Samuel Smith)
- William B. Shockley (1910–1989), USA – Transistor 1948 (mit John Bardeen und Walter Houser Brattain)
- Christopher Latham Sholes (1819–1890), USA – QWERTY-Schreibmaschine 1867 Patent 1868 (mit Glidden, Soulé)
- Alan Shugart (1930–2006), USA – Diskette 1969, SCSI (Small Computer System Interface)
- Spencer Silver (1941–2021), USA – Post-it Klebezettel 1970 (mit Arthur Fry)
- Luther George Simjian (1905–1997), Osmanisches Reich/USA – Geldautomat 1939
- Edward E. Simmons, USA – Dehnungsmessstreifen 1938, Patent 1942 (neben Ruge)
- Isaac Merritt Singer (1811–1875), USA – Verbesserung der Nähmaschine 1851, Gesteinsbohrmaschine 1839, Maschine für Holz- und Metallbearbeitung 1849
- Rich Skrenta (* 1967), USA – Computervirus Elk Cloner 1982
- Games Slayter (1896–1964), USA – Glasfaserverstärkter Kunststoff, 1938
- H. Gene Slottow (1921–1989), USA – Plasmabildschirm 1964 (mit Bitzer und Robert H. Willson)
- C. Harold Smith (1860–1931), USA – Wachsmalstifte 1903 (mit Edwin Binney)
- Randolph Smith, USA – Brandmelder (Rauchdetektor) 1969 (mit Kenneth House)
- Jeffrey Snover, USA – Kommandozeileninterpreter Windows PowerShell (Monad) 2003, Objekt-Pipeline
- Samuel W. Soulé, USA – Schreibmaschine 1867 Patent 1868 (mit Sholes, Glidden)
- Percy Spencer (1894–1970), USA – Mikrowellenherd 1945, Patent 1946
- Elmer Ambrose Sperry (1860–1930), USA – Gyroskop-Autopilot
- Frank Julian Sprague (1857–1934), USA – Dynamo 1881, Stromabnehmer 1880, konstant drehender Elektromotor 1884/85
- George Owen Squier (1863–1934), USA – Muzak-Musikberieselung 1922

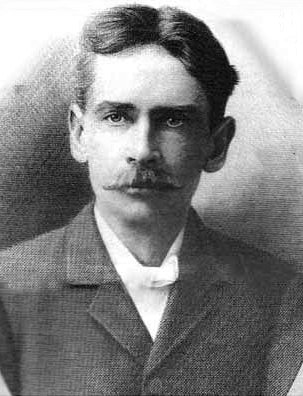
William Stanley.

- William Stanley (1858–1916), USA – Transformator 1883
- John Paul Stapp (1910–1999), USA – Raketenschlitten 1947
- Leo Sternbach (1908–2005), Kroatien/USA – Librium 1960, Valium 1963
- Robert Livingston Stevens (1787–1856), USA – Breitfußschiene 1830
- John Stone Stone (1869–1943), USA – Telefontechnik
- Marvin Stone, USA – Papier-Trinkhalm 1888
- Levi Strauss (1829–1902), USA/Deutschland – Blue Jeans Patent 1873 (mit Jacob Davis)
- Almon Strowger (1839–1902), USA – Automatische Telefonvermittlung 1889 Patent 1891
- Thomas Sullivan, USA – Teebeutel 1904 oder 1908
- Thomas Sumner (1807–1876), USA – Sumnerlinie, Sumnerverfahren (Astronomische Navigation, Ortsbestimmung) 1837

## T
- David Watson Taylor (1864–1940), USA – Wulstbug 1929
- Edward Teller (1908–2003), Ungarn/USA – Wasserstoffbombe 1952

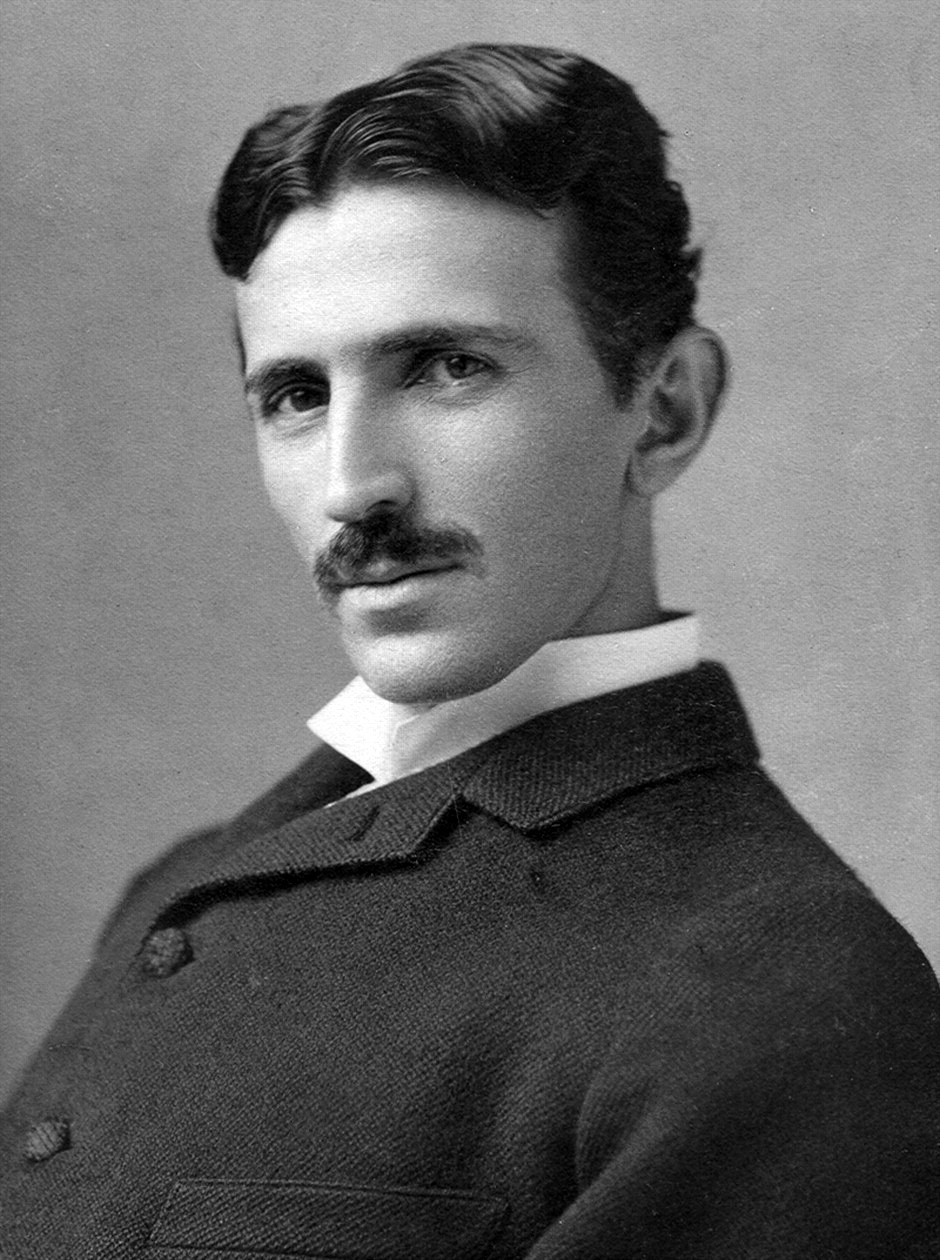
Nikola Tesla

- Nikola Tesla (1856–1943), Kroatien/Serbien/USA – Wechselstrom 1880er, Tesla-Transformator, Induktionsmotor 1887, Funkfernsteuerung 1898, Dreiphasenwechselstrom, Logikgatter 1898, Tesla-Turbine 1900–1906 Patent 1921, Radio, VTOL-Flugzeug, Violet Wand etc.
- The Martians, Ungarn/USA – Physik und Mathematik, erste Hälfte des 20. Jahrhunderts
- Benjamin Thompson (1753–1814), USA – Rumfordsuppe 1795, Kaffeemaschine
- LeMarcus A. Thompson († 1926), USA – Achterbahn 1884
- Charles Thurber (1803–1886), USA – Schreibmaschine „Chirographer“, Patent 1843
- Benjamin Chew Tilghman (1821–1901), USA – Sandstrahlgebläse 1870
- Clyde Tombaugh (1906–1997), USA – Pluto
- Ray Tomlinson (1941–2016), USA – Elektronische Post (E-Mail) 1971
- Charles Hard Townes (1915–2015) – Maser 1954/55 (mit Herbert Jack Zeiger und James Power Gordon)
- Stephen Trokel (* 1934), USA – Laser-Augenhornhautkorrektur (photorefraktive Keratektomie) 1983
- Earl Silas Tupper (1907–1983), USA – Tupperware
- Samuel Turner, USA – Stiftendrescher (Stiftdrescher) 1831
- Paul Tutmarc (1896–1972), USA – E-Bass

## U
- Francis Robbins Upton (1852–1921), USA – flimmerfreie Glühlampe, Wattstundenmeter, große Dynamos 1870er (jeweils mit Edison)

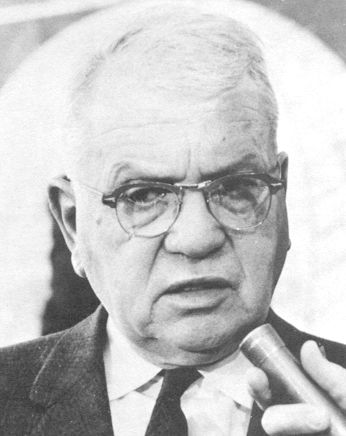
Harold C. Urey.

- Harold C. Urey (1893–1981), USA – Entdeckung des schweren Wasserstoffes, des Deuterium, 1931 (Nobelpreis für Chemie 1934)

## V
- James Van Allen (1914–2006), USA – Van-Allen-Gürtel
- Anthony Velonis (1911–1997), USA – Siebdruck 1930 (mit Carl Zigrosser)
- Craig Venter (* 1946), USA – Projekt zur Sequenzierung des menschlichen Genoms; von ihm wurde als erstem Menschen in seinem eigenen Projekt die komplette DNA entziffert
- Louis R. Vitullo (1924?–2006), USA – Standardausrüstung für kriminaltechnische Ermittlungen nach Vergewaltigungen („Vitullo kit“) 1970er

## W
- An Wang (1920–1990), USA/Volksrepublik China – Object Linking and Embedding (OLE)
- Aaron Montgomery Ward (1844–1913), USA – Versandhandel 1872
- Ezra Warner, USA – Dosenöffner 1858 (neben Robert Yeates)
- Lewis Edson Waterman (1837–1901), USA – Füllfederhalter (Ideal Fountain Pen) 1883
- James Watson (* 1928), USA – Molekularstruktur der Desoxyribonukleinsäure (gemeinsam mit Crick) James Watson, 2012

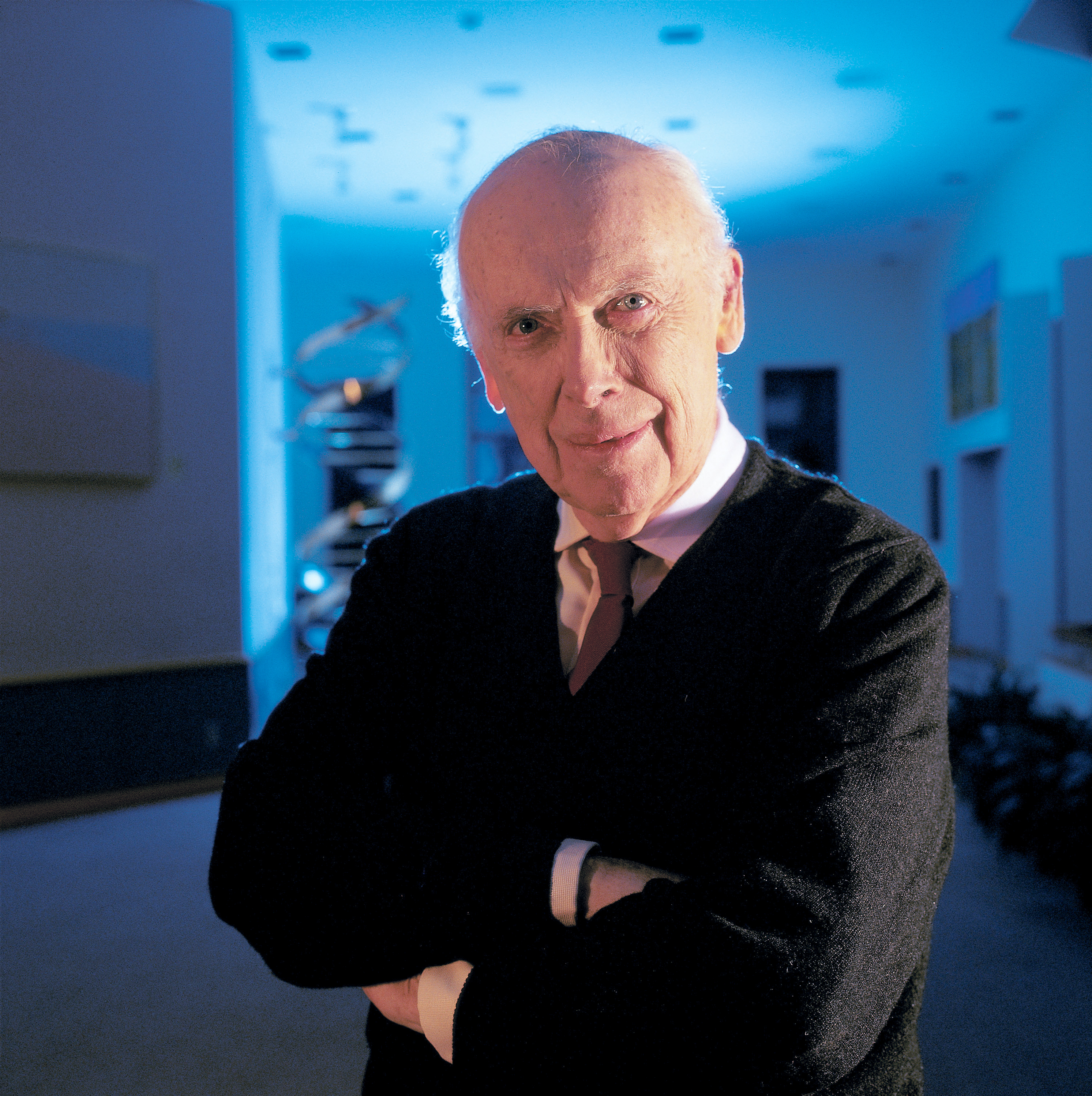
James Watson, 2012

- Charles Henry Webb (1834–1905), USA – Rechenmaschinen 1868, Befüllung von Gewehrpatronen 1874
- George Westinghouse (1846–1914), USA – Druckluftbremse 1868/69, Patent 1872
- Donald Wetzel, USA – Geldautomat 1965/71
- Schuyler S. Wheeler (1860–1923), USA – Ventilator 1882
- Richard T. Whitcomb (1921–2009), USA – Winglet 1970er
- Eli Whitney (1765–1825), USA – Baumwoll-Entkörnungsmaschine Egreniermaschine 1793
- Robert Widlar (1937–1991), USA – Integrierter Schaltkreis um 1963
- Stephen Wilcox (1830–1893), USA – Wasserrohrkessel 1874 (mit George Babcock)
- Paul Winchell (1922–2005), USA – Künstliches Herz
- John Wise (1808–1879), USA – Reißbahn 1844 (neben Eugène Godard)
- David T. Wong (* um 1935), USA/Volksrepublik China – Antidepressivum Prozac 1972 (mit Ray W. Fuller und Bryan B. Molloy)
- A. Baldwin Wood (1879–1956), USA – Schraubenpumpen für New Orleans 1913, 1915
- Norman Joseph Woodland (1921–2012), USA – Strichcode 1949, Patent 1952 (mit Bernard Silver)
- Granville Woods (1856–1910), USA – Telefon-Telegraph „telegraphony“ 1885, Telegrafie-Kommunikation 1887, Stromversorgung für Eisenbahnen 1888, Dampfheizung 1889
- Robert T. Wright, USA – AstroTurf-Kunstrasen 1965 (mit James M. Faria)

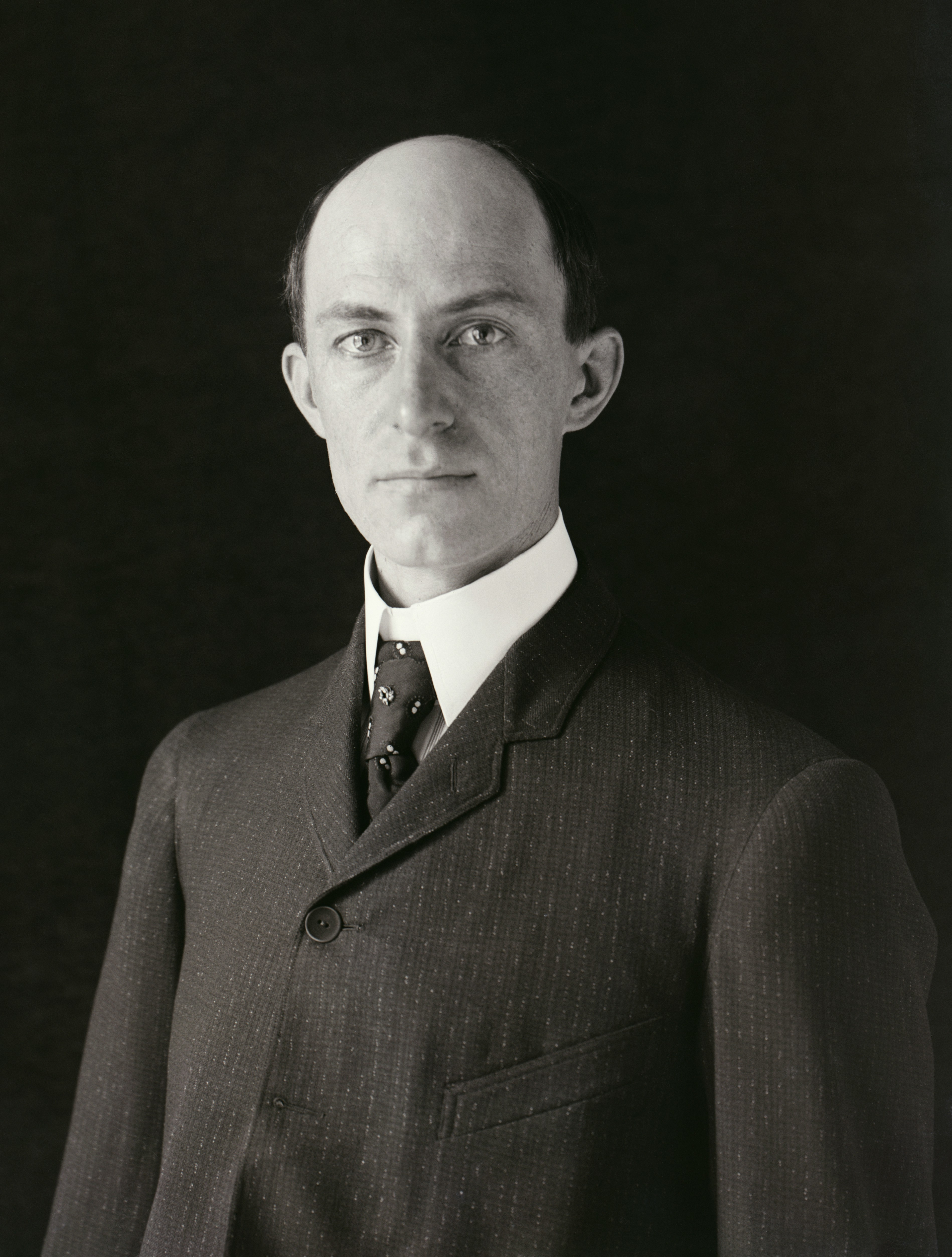
Wilbur Wright

- Wilbur (1867–1912) und Orville Wright (1871–1948), Pioniere der Luftfahrt, erste Flüge mit Gleitflugzeugen Orville Wright

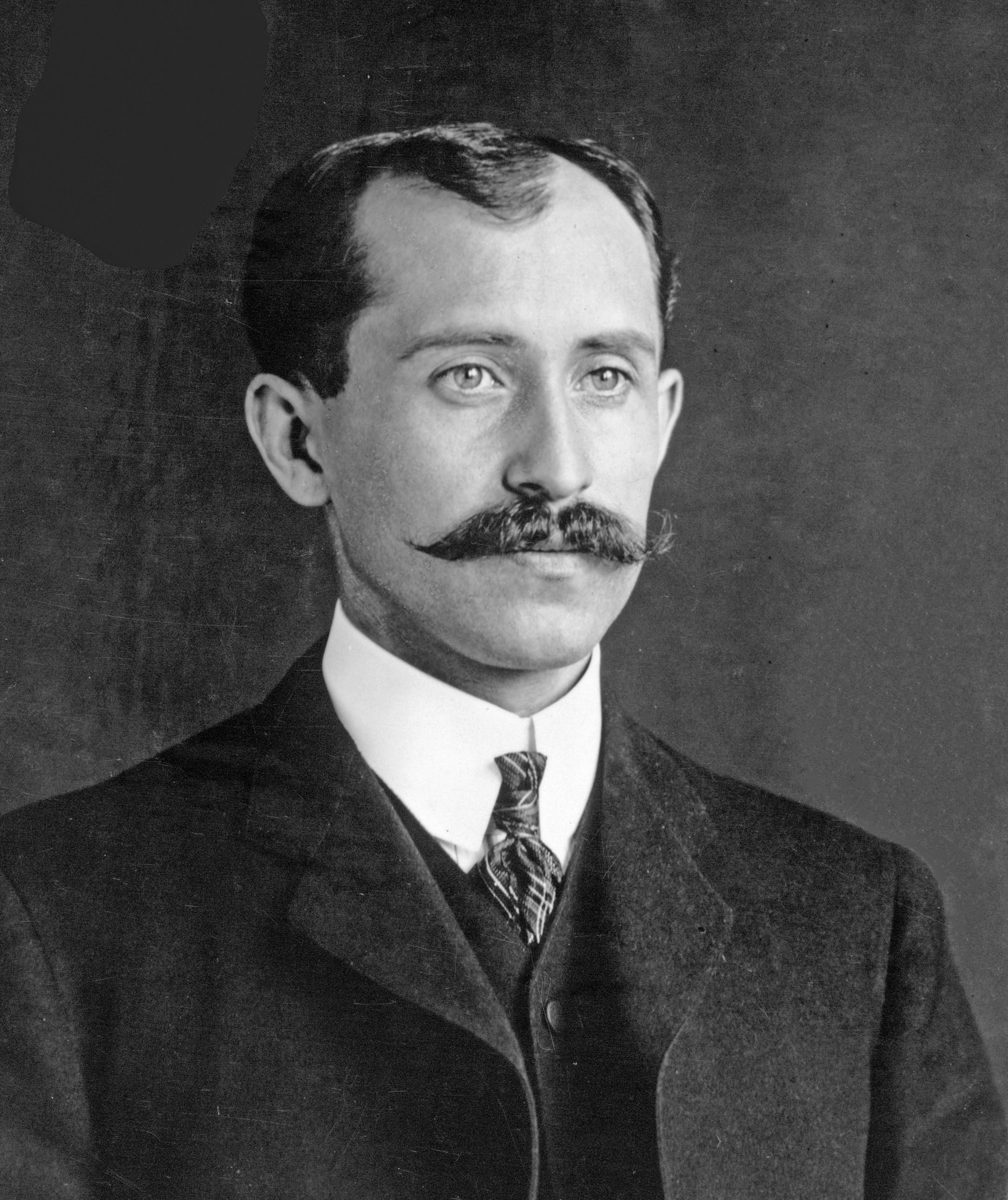
Orville Wright

## Y
- Linus Yale (1821–1868), USA – Zylinderschloss 1861
- Ioannis V. Yannas (* um 1940), USA – synthetische Haut 1981 (mit John F. Burke)
- William Yerazunis (* um 1960), USA – Spamfilter 2003
- Arthur M. Young (1905–1995), USA – Bell-Helikopter

## Z
- Frank J. Zamboni (1901–1988), USA – Eisbearbeitungsmaschine (Zamboni-Eismaschine) 1949
- Herbert Jack Zeiger (1925–2011), USA – Maser 1954 (mit Charles H. Townes und James Power Gordon)
- Carl Zigrosser (1891–1975), USA – Serigraphie 1930 (mit Anthony Velonis)
- Walter Henry Zinn (1906–2000), Kanada/USA – Brutreaktor 1951
- Lou Zocchi (* um 1940), USA – Spielwürfel, Zocchihedron 1985, Tabletop
- Paul Maurice Zoll (1911–1999), USA – Defibrillator 1952 (umstritten siehe Claude Beck 1947) Herzschrittmacher 1952